# アンパンマンの登場人物一覧 (サブキャラクター)
アンパンマンの登場人物一覧（アンパンマンのとうじょうじんぶついちらん）では、やなせたかし原作の絵本『アンパンマン』およびテレビアニメシリーズ『それいけ!アンパンマン』等の関連作品に登場する特定のキャラクター群を「サブキャラクター」と位置付けて記述する（詳細は後述）。

## 概要
- アンパンマンら主人公達に積極的に助力し、お腹を空かせた人や困っている人を助けるキャラクターについては、アンパンマンの登場人物一覧#頼りになる味方、アンパンマンの登場人物一覧#その他の友人を参照。
- 悪事を働く事を主とするキャラクター、大暴れしてしまいアンパンマンたちと敵対してしまうキャラクターについては、アンパンマンの登場人物一覧#その他の敵キャラクターを参照。
- 上記2項目のいずれにも該当しないが、居住設定を有するキャラクターについては、アンパンマンの登場人物一覧#住民一覧を参照。

本項では、アンパンマンの登場人物のうち上記3項目のいずれにも属さないキャラクターを「サブキャラクター」と定義し、記述する。

## あ行
あきかぜさん
声 - 増山江威子（第1553話Aパート、第1632話Aパート）（2021年10月1日、2023年10月13日）
性別 - 女 / 初登場回 - TV第1553話A「アンパンマンとあきかぜさん」
お話を集めて、みんなにプレゼントしながら旅をしている小母。見た目は人間に近く、薄紫の洋服に一枚の銀杏の葉の絵がある帽子をかぶっている。髪は薄い黄色。かなりの情報通で初対面のアンパンマンやクリームパンダの名前、アンパンマンがヤギおばさんにパンを届ける事まで知っていた。自分の持っているカバンには集めたお話の絵本がたくさん入っていて、その中から相手にとって良いお話の絵本を自動的に選ばれる。お話の世界に入ってそのお話を実体験することができる本（ただし、お話の世界の人や物には触れることができない）、落とし物がどこにあるのかが描かれている本など種類は多数ある。初登場以前にまだ幼い頃のアンパンマンと既に会っており、当時から容姿は変わっていない。アンパンマンもあきかぜさんのことを今でも覚えていて、ジャムおじさんもあきかぜさんを知っていたが、バタコさんとチーズは知らなかった。
あきかんまん
声 - 石丸博也
性別 - 男 / 初登場回 - TV第115話B「アンパンマンとあきかんまん」
全身が空き缶の男性。道端に投げ捨てられた空き缶を拾い集めている。空き缶を操ったり悪者は缶詰めの中に閉じ込めてしまう。語尾に「カン」とつけて話す。
あざみちゃん
声 - 木藤聡子（第534話Aパート - 第1482話Aパート）（1999年8月20日 - 2019年12月13日）→佐久間レイ（第1452話Bパート、第1522話Bパート - ）（2019年5月3日、2021年1月15日 - ）
性別 - 女 / 初登場回 - TV第534話A「しょくぱんまんとあざみちゃん」
頭がアザミの女の子。八重歯が生えている。高速で回転することで素早く動くことができる。毒舌家で勝気な性格をしており、かなりトゲのある言葉を言うことも多いが、根は優しく自身の言葉で相手を傷付けてしまったことに罪悪感を覚えることもある。しょくぱんまんはそんな彼女の言葉の真意を理解していた。植物や小さな生き物には優しく、花を大切に育てている。一度アンパンマンに変装したばいきんまんに花壇を荒らされ、アンパンマンを疑ってしまった時には落ち込んだことがある。トゲのある言葉は三角形で表され、聞き手に強く刺さる。なお、彼女のトゲのある言葉は立ち直りの早い人物には効果がないようで、ホラーマンとはすぐに仲良くなった。なぜかマシュマロさんに対してはトゲが刺さらず効果が無かった。一部のバイキンメカにも効果が見られる場合がある。
アサリどん
声 - 山寺宏一
性別 - 男 / 初登場回 - TV第259話B「アサリどんとシジミさん」
顔がアサリである行商人。アサリの量り売りをしている。せっかちだが威勢がよい。
あじさいさん
声 - 長沢美樹→荒木香恵
性別 - 女 / 初登場回 - TV第333話B「ドン・キ・ホタテとあじさいさん」
雨を求めている人々の為に雨を降らすのが仕事の女性。見た目は人間に近い。お祈りをするとイヤリングが光り出し、どこにでも雨を降らす事が出来る。ドン・キ・ホタテから「あじさい姫」と呼ばれ、お供をされたことがある。
アップリケちゃん
声 - 川田妙子
性別 - 女 / 初登場回 - TV第376話B「アンパンマンとアップリケちゃん」
裁縫が得意な女の子。妖精のように小さく、ポケットに乗って飛んでいる。アップリケを縫うのが得意。悪意がない為、ばいきんまんの苦手なタイプ。
アメダマぼうや
声 - 横山智佐→富沢美智恵
性別 - 男 / 初登場回 - TV第115話A「アンパンマンとアメダマぼうや」
のど飴などの飴玉を配っている男の子。風邪で困っている人達に、シルクハットの中から飴を出す。
アロエくん
声 - 南央美
性別 - 男 / 初登場回 - TV第504話A「アンパンマンとアロエくん」
外見は人間に近く、頭部がアロエになっている男の子。アロエの素晴らしさを広めようと、みんなにアロエ料理やアロエジュースを作ってくれるが、アロエ特有の苦味のせいで人気はいまひとつだった。しかし、ジャムおじさんにおいしく作れるように教わったことで人気が出た。怒ると頭部のアロエのトゲを鋭くして敵を攻撃することもできる。
アロマちゃん
声 - 鈴木真仁→かかずゆみ
性別 - 女 / 初登場回 - TV第984話B「メロンパンナとアロマちゃん」
頭の上にアロマキャンドルを乗せた女の子。アロマキャンドルの作り方を教えてくれる。髪は赤。
アンコダマン
声 - 横田みはる→引田有美
性別 - 男 / 初登場回 - TV第167話B「まめおじさんとアンコダマン」
あんこ作りが得意な男の子。まめおじさんからもらった小豆であんこを作っている。
アンモナイトくん
声 - さとうあい
性別 - 男 / 初登場回 - TV第336話A「アンパンマンとアンモナイトくん」
化石の発掘をしている探検家の男の子。外見は人間に近く、帽子と眼鏡はシャーロくんに似ている。考古学に精通しており、化石を掘る楽しさを人々に教えている。帽子の中にはアンモナイトの化石が入っており、ばいきんまんに洞窟に閉じ込められた時に帽子に化石を乗せて、本人はアンパンマン号の鼻の部分にくっついて回転させてドリル代わりにして脱出するという活躍を見せた。
イカめしまん
声 - まるたまり
性別 - 男 / 初登場回 - TV第236話B「アンパンマンとイカめしまん」
美味しい烏賊飯を配っている男の子でお調子者。頭がイカの形で顔が人間。頭から出す墨・イカスミスプレーが武器。
いくらどんちゃん
声 - 横山智佐
性別 - 女 / 初登場回 - TV第766話B「アンパンマンといくらどんちゃん」
頭がイクラ丼の女の子。みんなにおいしいイクラ丼をご馳走してくれる。どんぶりまんトリオにとって可愛い妹分のような存在で、彼女のことが心配でボディーガードを買って出ることもある。作中でも数少ないばいきんまん達を敵視しない人物だが、その中でも特に純粋な性格で彼らに狙われていても全く意に介さない。寧ろ彼らがお腹を空かせていると知ると迷うことなくイクラ丼をご馳走してくれることも多く、ばいきんまんも戸惑って思わず「本当にいいの?」と確認してしまったこともある。ノリノリのりへいと一緒に海苔を乗せたイクラ丼をご馳走したこともある。また、彼女が登場する話は必ず持ち歌を歌いながら登場することが多い。
いしころくん
声 - 南杏子
性別 - 男 / 初登場回 - TV第222話A「げんこつくんといしころくん」
小さな石ころの男の子。げんこつくんに憧れて一緒に旅をしたいと思っている。同じ姿の仲間が大量にいる。石ころなので泳ぐことができない。
いそべえ
声 - かかずゆみ
性別 - 男 / 初登場回 - TV第414話B「いそべえとのりのりのりへい」
顔が磯辺餅の男の子。おいしい磯辺餅を食べてもらう為にリヤカーの屋台を引いて旅をしている。普段は大人しい性格だが、ノリノリのりへいの海苔が付いた時は一転して彼にそっくりな性格になった。
いたずらキツネ
声 - 吉田理保子
性別 - 男 / 初登場回 - TV第84話B「アンパンマンといたずらラッパ」
キツネの男の子。コン太に似ているが別人。いたずらラッパを吹いてその魔法でみんなを困らせていたが、ばいきんまんとの騒動をきっかけに、いいことにラッパを使うことにした。騙されたことに気付くまでばいきんまんと友達だと思っていた。また、自分以外がラッパを吹いても何も起こらない。
イッシーくん
声 - 中村ひろみ
性別 - 男 / 初登場回 - TV第222話A「げんこつくんといしころくん」
いしころくんの仲間である、小さな石塊の男の子。勝手に出て行ったいしころくんが心配で仲間達と一緒に探しに来た。
いとまきおばさん
声 - 高橋和枝→竹口安芸子→堀越真己（高橋没後）
性別 - 女 / 初登場回 - TV第112話A「アンパンマンと糸まきおばさん」
身体は糸巻きで髪の毛は毛糸玉のような姿の小母。みんなに裁縫や刺繍の仕方を教えたり、ぬいぐるみやあみぐるみを作り子供にプレゼントしたりする。初登場時はばいきんまんにさらわれた時にドキンちゃんも巻き込んでバイキン城の掃除をしていた。知育ビデオなどで「いとまきのうた」が流れる時によく登場する。
いないいないバルーン
声 - 平松晶子→伊東みやこ
性別 - 男 / 初登場回 - TV第218話B「アンパンマンといないいないバルーン」
悪戯好きの風船の男の子。「いないいないばあ」の要領で、「いないいない…」と言いながら驚かす相手に近づいていき、「バルーン!」と言うと同時に巨大化して驚かす。本人は相手を楽しませようとしているつもりだが、見境なく驚かす為に逆に怒らせてしまうことも少なくない。体に空気を入れて空も飛べる。体色はオレンジ色。
いなりずしのみこと
声 - 大塚明夫
性別 - 男 / 初登場回 - TV第268話A「こむすびまんといなりずしのみこと」
おいしい稲荷寿司の秘伝を持っている身分の高い尊。マイペースな性格で誰に対しても物怖じせず、尊大な態度で接する。人使いの荒い一面も見られる。そのため、ばいきんまんに苦手意識を持たれている。語尾に「ぞよ」を付けて話す。大きな油揚げを使ってムササビのように空を飛んだり、敵の視界を遮ったりすることができる。ばいきんまんやドキンちゃんのことを敵視することはない。心配して声をかけたり、彼らにも稲荷寿司を分けたりしてくれる。ただし、稲荷寿司の秘伝にまつわる長話を最後まで聞かなかったり、バイキンメカなどで脅すような態度を取られれば分けてあげないこともある。ばいきんまんに襲われても運良く回避することが多く、度重なる偶然で実は強いのではないかと彼に勘違いされたことがある。こむすびまんに初めて出会った時は彼のおむすびを味見し、情けで合格と証した。
イモ男爵（イモだんしゃく）
声 - 西川幾雄→楠大典
性別 - 男 / 初登場回 - TV第274話A「アンパンマンとイモ男爵」
顔がジャガイモの男爵。手品のような振る舞いでみんなにジャガイモ料理を御馳走している。語尾に「しょ」を付けてしゃべる。
バロンヤッキーとは、ジャガイモとサツマイモどちらの料理がおいしくて人気があるかで、料理人としての意地で張り合っていたが、ばいきんまん達に騙されて両者それぞれ料理を作らされ最後は協力してばいきんまんを退けて仲良くなった。
ういろうまん
初登場回 - TV第345話B「アンパンマンとういろうまん」
ういろうの7人組。イニシャルに因んだアルファベットのUの文字が描かれた服を着ており、全員名古屋弁で話す。おいしいういろうを配りながら修行の旅をしている。こけおどしが多いが、ういろうを投げて攻撃することもできる。
白ういろう（しろういろう）
声 - 梅津秀行→南央美→三ツ矢雄二
性別 - 男
ういろうまんのリーダー格で外見は全体的に白を基調としており、ういろうまんの中で彼1人だけ赤いマフラーを着用している。意地っ張りでプライドが高い性格で仲間のういろうまん達と喧嘩して1人になることが多いが、いざという時は力を合わせて抜群のチームワークを見せる。初登場時はヒーローに憧れていた為にアンパンマンに対抗心を持っており、果たし状を出したり彼の助けを拒んだりしたが、ばいきんまん達との騒動をきっかけに仲間のういろうまん達と協力する大切さを学んだ。
黒ういろう（くろういろう）
声 - 中村ひろみ→神田朱未
性別 - 男
外見は全体的に黒を基調としており、ういろうまんの中ではサブリーダー格。リーダー格である白ういろうと張り合うことも多い。
抹茶ういろう（まっちゃういろう）
声 - 山寺宏一
性別 - 男
外見は全体的に緑色を基調としており、ういろうまんの中では目が細い。
あずきういろう
声 - 荒木香恵→山口茜
性別 - 男
外見は全体的に小豆色を基調としており、顔は小豆が入ったような模様がある。ういろうまんの中では小柄で口調や精神的にも幼い性格で、リーダー格の白ういろうを慕っている。ヨーカンマダムと共演した時は、仲間のういろうまん達は彼女に対抗心があった中で彼だけ彼女に分け隔てなく接していた。
コーヒーういろう
声 - 鈴木富子→鶴ひろみ→冨永みーな（鶴没後）
性別 - 男
外見は全体的に茶色を基調としており、鼻がコーヒー豆になっている。
ゆずういろう
声 - 潘恵子→かないみか
性別 - 男
外見は全体的に黄色を基調としており、鼻が柚子になっている。
桜ういろう（さくらういろう）
声 - 原えりこ→戸田恵子
性別 - 女
外見は全体的にピンク色を基調としており、鼻と頬がハートになっている。ういろうまんの紅一点で彼女のみスカートを履いている。

うずまきぱんた
声 - 神代知衣
性別 - 男 / 初登場回 - TV第87話A「アンパンマンとうずまきぱんた」
頭の渦を回して見た人の目を回すのが得意なうずまきパンの男の子。彼の「うずまきパンチ」はアンパンマンを吹っ飛ばすほどの威力を誇る。アンパンマンのマントを奪って空を飛んだことがある。パンの王様になるのが夢。相棒にクッキーキャットがいる。アンパンマンからは「ぱんたくん」と呼ばれる。他のパン系キャラクターと同様、顔の交換が可能。再登場時はメロンパンナのマントをつけたこともあった。
クッキーキャット
声 - 中村ひろみ→島本須美
性別 - 不明 / 初登場回 - TV第87話A「アンパンマンとうずまきぱんた」
うずまきぱんたの友達の可愛らしいネコ。初登場時は単なる友達にすぎなかったが、再登場時に口からおいしいクッキーを出してみんなに食べさせてくれる設定が追加された。

ウチワちゃん
声 - 伊倉一恵
性別 - 女 / 初登場回 - TV第343話A「ウチワちゃんとセンスくん」
うちわの涼しさを広める為にうちわを配っている、威勢のいい女の子。2枚の大きなうちわで鳥のように空を飛べる。センスくんとはライバル同士。
うどんくん
声 - 皆川純子
性別 - 男 / 初登場回 - TV第978話A「アンパンマンとうどんくん」
粘り強いうどん職人の男の子。パンが食べ物のライバルで、うどんのおいしさを広めている。悪者にはうどんの生地のように長く伸ばしたり麺棒のブーメランと鳴門の手裏剣を投げ飛ばしたりして攻撃する。語尾に「どん」をつけて話す。
うどんちゃん
声 - 皆口裕子→原えりこ
性別 - 女 / 初登場回 - TV第377話B「てんそばくんとうどんちゃん」
顔がうどん用の丼鉢になっているうどん屋の女の子。おいしいうどんをご馳走しながら、リヤカーの屋台を引いて旅をしている。てんそばくんから一方的にライバル視されているが、彼女はそのことに閉口している。
うなぎまん
声 - 小野健一→古澤徹、山寺宏一（代役）
性別 - 男 / 初登場回 - TV第233話A「アンパンマンとうなぎまん」
顔がウナギの形をしたかば焼き職人の男性。おいしいウナギのかば焼きを作ってくれる。かば焼きを焼く時の煙を自由自在に操りいろんな形に変えることができる。
けむりうなぎ
初登場回 - TV第233話A「アンパンマンとうなぎまん」
うなぎまんが出す煙でできた巨大なウナギ。うなぎまんの命令に従って行動する。煙なので強風や吸引に弱い。
うなぎまんのおじいさん
声 - 山寺宏一
性別 - 男 / 初登場回 - TV第233話A「アンパンマンとうなぎまん」
うなぎまんの祖父で彼と同様に顔がウナギの形をしている。アンパンマンに助けてもらい、ばいきんまんに騙されたうなぎまんを説得した。
うなぎまんのおばあさん
声 - 真山亜子
性別 - 女 / 初登場回 - TV第233話A「アンパンマンとうなぎまん」
うなぎまんの祖母で彼と同様に顔がウナギの形をしている。おじいさんと同様、アンパンマンに助けてもらい、ばいきんまんに騙されたうなぎまんを説得した。
うなどんまん
声 - 江原正士
性別 - 男 / 初登場回 - TV第197話A「アンパンマンとうなどんまん」
最高級の丼物だと自慢してお高く留まった嫌味な性格で威張りん坊のどんぶりまん。人気絶頂の鰻丼を食べてもらう為、移動販売車に乗ってやってくる。一人称は「ワガハイ」で語尾に「ズラ」を付けて話すが、丼の中身によって口調が変わる（釜飯を入れると語尾が『ダベ』になるなど）。焚き火の煙を自在に操ることができる。かつては身分の低い者には鰻丼を食べさせようとしなかったが、現在はみんなに積極的に鰻丼を振舞っている（本人の気分によって提供を拒むこともある）。初登場時は、初期のどんぶりまんトリオ同様に、自分の頭の丼を提供していた。
サンショウくん
声 - 堀内賢雄
性別 - 男 / 初登場回 - TV第197話A「アンパンマンとうなどんまん」
うなどんまんの相棒である山椒入れの男の子。彼の鰻丼の味を引き立てる為、一緒に旅をしている。鰻丼の味を人々に喧伝するのは主に彼の役目。性格は彼と同じくお高く留まっているが、律儀な一面もある。体は小さいがとても力持ち。
うめたろう
声 - 鷹森淑乃→伊倉一恵
性別 - 男 / 初登場回 - TV第292話B「アンパンマンとうめたろう」
大きな梅の実から生まれた元気の良い男の子。外見は人間に近く、体から梅酢が出して敵を攻撃する。大きな梅に乗って玉乗りの要領で移動している。
エスカ
声 - 柳沢三千代
性別 - 女 / 初登場回 - TV第20話B「アンパンマンとなめくじら」
桃色のナメクジの女の子。ルーゴと恋仲だったが、ばいきんまんの発明した薬『オッキクナール』が雨となって偶然それを浴びてしまい、巨大化してなめくじらになってしまったルーゴに気が動転して逃げてしまった。その後、パン工場でなめくじらとして暴れるルーゴを見て涙を流して小さくなったが、ジャムおじさんはこれを見てルーゴを元に戻すヒントを得た。
エチケットマン
声 - 野沢那智
性別 - 男 / 初登場回 - TV第370話A「エチケットマンとドキンちゃん」
ペンギンの紳士。みんなが楽しく平和に暮らせるようにマナーを教える旅をしている。ドキンちゃんは彼の厳しい指導でマナーを教わり、しょくぱんまんにマナーの良いところを見せようと奮闘したことで結果その目標は達成した。
エテコ
声 - 佐久間レイ
性別 - 女 / 初登場回 - TV第20話B「アンパンマンとゆかいなトランクマン」
エテコのパパ
声 - 三ツ矢雄二
性別 - 男 / 初登場回 - TV第20話B「アンパンマンとゆかいなトランクマン」
エテコのママ
声 - 坂本千夏
性別 - 女 / 初登場回 - TV第20話B「アンパンマンとゆかいなトランクマン」
おかあさん虫（おかあさんむし）
声 - 弘中くみ子
性別 - 女 / 初登場回 - TV第136話B「アンパンマンとなき虫わらい虫おこり虫」
なき虫、わらい虫、おこり虫の母親の蝶。迷子になってしまった息子達を探していたところをアンパンマンと出会う。
おかゆちゃん
声 - 豊島まさみ→中原麻衣→茅野愛衣
性別 - 女 / 初登場回 - TV第317話A「あかちゃんまんとおかゆちゃん」
おいしいおかゆをみんなにご馳走してくれる女の子。彼女が登場する話ではドキンちゃんが風邪を引いたり仮病をしたりする場合が多く、実際に熱を出して寝込んでいるのを見るや否やすぐに看病に取り掛かるなどしっかり者である。
オカリナ姫（オカリナひめ）
声 - 潘恵子→篠原恵美→坂本真綾
性別 - 女 / 初登場回 - TV第180話A「アンパンマンとオカリナ姫」
オカリナを持って旅をしているお姫様。外見は人間に近い。彼女のオカリナを吹くと木の芽が膨らみ枝を伸ばし萎れた花を美しくさせるが、吹き方が下手だと逆に枯れさせてしまう。彼女が登場する話ではドキンちゃんも登場することが多く、頻繁にオカリナを狙われる。オカリナ姫の回想から、他にも仲間がいる（全員、頭にオカリナの形の帽子をかぶっている）。
おこのみやきまん
声 - 小野健一、山寺宏一（映画・リズムでうたおう!アンパンマン夏まつり）
性別 - 男 / 初登場回 - TV第248話A「おこのみやきまんとたこやきまん」
体が鉄板で頭の上の皿にお好み焼きを乗せたお好み焼き屋の男性。おいしいお好み焼きがいつでもどこでも作れるよう、リヤカーの屋台に材料を用意している。たこやきまんとはライバル同士で、どちらの料理がおいしいかでいつも喧嘩をしているが本当は仲良しらしい。同じ鉄板やへらを使う食べ物繋がりでやきそばパンマンと親友になったことがある。初登場時は標準語で話していたが、現在は関西弁で話している。
おこり虫（おこりむし）
声 - 丸尾知子、瀧本富士子（OVA・元気100倍! おゆうぎしようね）
性別 - 男 / 初登場回 - TV第136話B「アンパンマンとなき虫わらい虫おこり虫」
常に怒っている赤い虫。なき虫とわらい虫とは兄弟でおかあさん虫の息子。噛み付かれると怒りが収まらなくなってしまう。
おこわちゃん
声 - 田野恵
性別 - 女 / 初登場回 - TV第597話B「ばいきんまんとおこわちゃん」
赤飯などのいろんなおこわをご馳走してくれる元気な女の子。外見は人間に近く、訛りがあるしゃべり方をする。弱い者いじめは許さない正義感が強い性格。
おじいさん時計（おじいさんどけい）
声 - 関根信昭
性別 - 男 / 初登場回 - TV第150話A「めざましくんとおじいさん時計」
振り子時計の老人。時間を優しく知らせてくれる。めざましくんの友達。背中のぜんまいねじを巻くと元気になるが、ぜんまい切れになると力が出なくなる。ふるどけいさんに似ているが彼とは別人である。
おだてどり
声 - 石野竜三
性別 - 男 / 初登場回 - TV第216話A「アンパンマンとおだてどり」
お世辞が得意な鳥。名前の通り相手をおだてて相手の気分を良くさせてくれるが、実際は相手が持っている食べ物を気分を良くさせてもらうという食い意地が張っている故の狡猾な手段に過ぎない。ばいきんまん達はおろかアンパンマン達まで彼のおだてに乗ってしまったが、ジャムおじさんだけは彼のおだてが通用しなかった。
おでん三姉妹（おでんさんしまい）
初登場回 - TV第548話「アンパンマンとおでん三姉妹」
おでんのタンゴを歌って踊っている三人組。みんなに踊りを見せた後、おいしいおでんをご馳走してくれる。末っ子のたまごのタマちゃんはでんでん一座のゆでたまごちゃんの妹であり、姉を探して旅をしていた最中に彼女がでんでん一座にいることがわかりその途中でハンペン姉さんとツミレちゃんに出会い全国を旅するでんでん一座に会うためにおでん三姉妹を結成した。
ハンペン姉さん（ハンペンねえさん）
声 - 滝沢ロコ
性別 - 女
おでん三姉妹の長女。
ツミレちゃん
声 - 冨永みーな
性別 - 女
おでん三姉妹の次女。
たまごのタマちゃん
声 - 鈴木真仁
性別 - 女
おでん三姉妹の末っ子。小さい頃、嵐の日に姉のゆでたまごちゃんと離ればなれになってしまったが、紆余曲折を経て無事に姉と再会することができた。いまはまた姉とは別行動。
おはぎちゃん
声 - 雪野五月
性別 - 女 / 初登場回 - TV第692話A「アンパンマンとおはぎちゃん」
おいしいおはぎ作りの練習をしている女の子。失敗することが多かったが、バタコさんからあんこの作り方を習ったことで上手に作れるようになった。
おべんとうまん
声 - 中村大樹、川島得愛（代役、OVA・うたってあそぼう♪ ようちえんはたのしいな）
性別 - 男 / 初登場回 - TV第161話A「アンパンマンとおべんとうまん」
四角い顔が弁当箱になっている小父。おいしい弁当をみんなに食べさせてくれる。初登場時は遊具のように見た目が面白いだけの弁当ばかり作っていて味はまずかったが、バタコさんに作ってもらった弁当がきっかけで弁当の正しい作り方を学び、おいしい弁当を作れるようになった。一番の人気はアンパンマンのキャラ弁。OVA「うたってあそぼう♪ ようちえんはたのしいな」では、幼稚園へ給食の配達にやって来た。
オムライスくん
声 - 島本須美→千葉紗子
性別 - 男 / 初登場回 - TV第286話B「オムライスくんとケチャップリン」
世界一おいしいオムライスを作ってくれる男の子。頭の上のケチャップが無くなると力が出なくなる。ケチャップリンと名コンビだが、一度意見が合わず喧嘩をして絶交してしまい、ばいきんまんとの騒動後は無事仲直りした。
おやこどんちゃん
声 - M・A・O
性別 - 女 / 初登場回 - TV第1333話A「アンパンマンとおやこどんちゃん」
おいしい親子丼を作ってくれるどんぶりまんの女の子。もっとおいしい親子丼が作れるようになって、一番美味しいのは親子丼だと皆に言ってもらうために色んな味を勉強しながら修行の旅をしている。関西弁で話す他、飴玉を持ち歩いていたり相手のノリが悪いと激しくツッコミを入れるなどステレオタイプな大阪人気質の持ち主。正義感が強く、正義の下駄を手にはめたり投げつけたりして敵と戦う。また下駄は武器だけでなく、雲に投げつけて雲の形を変えアンパンマンのピンチをジャムおじさん達に知らせることにも役立つ。カレーパンマンには七味をたっぷりかけた親子丼を振る舞っている。しらたき姫と共演した話ではすき焼きのお出汁で親子丼を作り、ゆず姫と共演した話では柚子を入れた親子丼を作っている。
オルゴールマン
声 - 塩屋翼、柴本浩行（代役）
性別 - 男 / 初登場回 - TV第96話B「オルゴールマンとバレリーナ」
オルゴールの男性でリーナちゃんのパートナー。バレエの音楽を担当しており、オルゴール作りにも詳しい。

## か行
がいとうさん
声 - 田原アルノ
性別 - 男 / 初登場回 - TV第646話B「アンパンマンとがいとうさん」
外套で身を包んだ街灯の男性。長身である。暗い所を優しい光で照らす為に、世界を巡っている。彼が照らす光は、ばいきんまんの悪い心さえも優しく包み込む。光を強めることで、やみるんるんを追い払ったりアンパンマンに力を与えたりすることもできる。
カイトくん
声 - 高山みなみ
性別 - 男 / 初登場回 - TV第177話A「アンパンマンとカイトくん」
糸が無くても自由に飛べる凧の男の子。子供達に優しい。初登場時は高所恐怖症だったが、アンパンマン達に励まされて、弱点を克服した。
カギの子キーちゃん（カギのこキーちゃん）
声 - 三石琴乃
性別 - 男 / 初登場回 - TV第211話B「アンパンマンとカギの子キーちゃん」
頭が鍵の男の子。鍵が開かなくて困っている人を助けてくれる。「鍵よ出てこいピッタシキー」と唱えることでいろんな鍵が作れる。
かざぐるまん
声 - 関俊彦
性別 - 男 / 初登場回 - TV第239話B「アンパンマンとかざぐるまん」
頭が風車の形をした男性。乗ると空を飛べる風車を作ってくれる。
カッパチーノ
声 - 松井菜桜子
性別 - 女 / 初登場回 - TV第950話B「アンパンマンとカッパチーノ」
美味しいカプチーノを御馳走してくれる河童のような格好をした陽気な女の子。単に「カッパ」とだけ呼ばれるのを嫌っている。水に拘りを持っており、よりおいしいカプチーノを作る為に最高の水を探して旅をしている。頭の上の皿に乗せているコーヒーカップの中身が空になると元気がなくなるが、自分で飲むこともある。中身を遠くへ飛ばしてジャムおじさん達に危険を知らせることもできる。ラテ・アートも得意。カプチーノをおいしく飲んでもらった時など嬉しい気持ちになると周りの人の手を取り踊り始める。甲羅の模様がイタリアの国旗をイメージしたカラーリングになっている。語尾に「ーノ」をつけるなど、イタリア風の口調で話す。元気が出て嬉しい時や楽しい時は、「カッパラッパッパー！」と叫ぶ。薄緑色の髪。
カップラーメンマン
声 - 相沢まさき
性別 - 男 / 初登場回 - TV第542話B「アンパンマンとカップラーメンマン」
顔がカップラーメンのカップになっている男性。どんなことにも熱くなる熱血漢。頭からカップラーメンを出して、お腹が空いた人に食べさせてくれる。頭の中に熱湯を注ぐと、3分だけ無敵の空手マンになる（カレーパンマンのカレーを入れても同じ効果が現れる）。初登場回では、やかんまんをお湯を沸かすだけの存在と見ていたが、後に彼の力が必要と知り和解する。その後は、自分で熱湯も用意する。また、とんこつ大臣に弟子入りした。
カビンちゃん
声 - 松井菜桜子
性別 - 女 / 初登場回 - TV第420話B「アンパンマンとカビンちゃん」
元気のよい花瓶の女の子。頭の中の花が無いと元気が出ないが、花を挿せば元気になる。どんなに萎れた花でも自分の花瓶に挿せば元通りになる。ただし、悲しい気持ちになるといくら花を挿してもしおれてしまう。挿した花の綺麗さに嬉しくて飛び跳ねていたせいで泥沼に落ちてしまうなどそそっかしい性格だが、和服を着るとおしとやかになる。ほとんどの他のキャラと違い、ばいきんまんに全く逆らっていないキャラである。
ガマグチへび
声 - 龍田直樹
性別 - 男 / 初登場回 - TV第112話B「アンパンマンとガマグチへび」
顔がガマグチになっているヘビ。金属や高価な物が好物。食べれば食べるほどに大きくなる。錆に弱い。泣く時は九九で泣く。ばいきんまんに利用されてアンパンマン号の鍵を奪ったり巨大化してアンパンマンを襲ったが、騒動後に改心した。
かまぼこくん
声 - 皆口裕子
性別 - 男 / 初登場回 - TV第252話B「かまぼこくんとわさびさん」
顔が蒲鉾の男の子。おいしい蒲鉾を食べさせてくれる。わさびさんとは仲がいい。
カマンベールくん
声 - 関俊彦
性別 - 男 / 初登場回 - TV第1519話A「めいけんチーズとカマンベールくん」
頭にベレー帽を被りパレットと絵筆を持った犬の男の子の絵描き。絵を描くために旅をしている。絵の技術は非常に高い。また、絵筆の絵の具はばいきんまんのUFOに塗りつけて視界を遮るのにも役立つ。指を鳴らすと辺り一面にバラの花びらが舞い散り、その花びらで忍術のように現れたり消えたりできる。頭のベレー帽が無くなると元気を無くしてしまう。ばいきんまんから助けたことが縁でチーズとレアチーズと知り合う。レアチーズに一目惚れしたことからチーズに嫉妬心を抱かれ、レアチーズを巡る三角関係のような位置付けとなるが、ばいきんまんとの再戦時に互いに協力し合い最終的に和解する。それでも、レアチーズに対する一途な思いは変わっていないが同時に自分とチーズ、レアチーズの絵を描いてプレゼントするなど友好関係も築いている。ジャムおじさんとは知り合いのようである。
ガマンぼうや
声 - 高乃麗
性別 - 男 / 初登場回 - TV第159話B「なみだちゃんとガマンぼうや」
外見は人間である、我慢強い男の子。なみだちゃんと一緒に旅をしている。
かみしばいさん
声 - 堀内賢雄
性別 - 男 / 初登場回 - TV第419話B「アンパンマンとかみしばいさん」
顔が紙芝居の舞台になっている男性。自分の経験などを紙芝居として書き起こし、みんなを楽しませてくれる。
紙風船ポンポン（かみふうせんポンポン）
声 - 川村万梨阿
性別 - 男 / 初登場回 - TV第273話A「ドキンちゃんと紙ふうせんポンポン」
顔が紙風船の男の子。お腹のポケットの中の紙風船を配っている。普段は友達のケンダマンの風呂敷の中にいる。ばいきんまんとの騒動の最中にドキンちゃんと仲良くなった。
カメエモンさん
声 - 石森達幸
性別 - 男 / 初登場回 - TV第254話B「かまめしどんとカメエモンさん」
顔が甕になっている優しいお爺さん。頭の中の粘土で陶芸を作る陶芸家。
カメラのパチリくん
声 - 野沢雅子
性別 - 男 / 初登場回 - TV第79話A「アンパンマンとカメラのパチリくん」
頭のインスタントカメラで写真撮影をしてくれるカメラ小僧。撮影技術は高いが、自分の気に入った物以外は撮りたがらない芸術家。気に入らない物を無理やり撮らされると態度が横柄になり、わざとピンボケにしたり見切れさせたりなどずさんな撮り方をする。特にバタコさんのことを気に入っていたが、ドキンちゃんのことは気に入らなかった。それに怒ったドキンちゃんにカメラを壊され、ばいきんまんが作ったスペシャルカメラでアンパンマンと一緒に写真に閉じ込められたが、ジャムおじさんの手で元に戻りカメラも修理してもらった。
カモメの水兵さん（カモメのすいへいさん）
声 - 柳沢三千代
性別 - 男 / 初登場回 - TV第42話A「アンパンマンと雲のもくちゃん」
カモメの水兵。海でボートの訓練をしている最中に溺れていたところをアンパンマンに助けられる。ばいきんまんに騙されてアンパンマンと戦おうとした雲のもくちゃんの誤解を解いたり、ジャムおじさんに知らせてアンパンマンの新しい顔を届けたりと活躍をしていた。カモメくんとは別人で最初から空を飛べる。元ネタは童謡の「かもめの水兵さん」から。
カモメの郵便屋さん（カモメのゆうびんやさん）
声 - 坪井智浩
性別 - 男 / 初登場回 - TV第362話A「ミカンぼうやとこつぶちゃん」
カモメの郵便屋。空を飛んでいろんな人や場所に手紙を届けている。
カラコちゃん
声 - 岩男潤子、川澄綾子（代役）
性別 - 女 / 初登場回 - TV第1206話A「アンパンマンとカラコちゃん」
顔が唐辛子の女の子で、トンガラシの孫。カレーパンマンと同じく甘い物が非常に苦手で例えお腹が空いていても拒むほどである。特にあんパンやヨーグルトなどは非常に甘くて食べられないが、蕎麦や煎餅などのお菓子は食べられる。ばいきんまんから煎餅などを取られて無理やり甘い物を食べさせようとする場面も見られている。しょくぱんまんのサンドイッチで甘くない物も食べているほか、カレーパンマンのカレーでは最初は辛さが足りなかったが、後にカラコちゃん用の激辛カレーを作ってもらっている。怒りっぽく生意気な性格で、ドキンちゃんに「可愛げのない子」と言われていた。メロンパンナからは可愛いと評されている。花の匂いは好き。「カラカラカラ」と笑う。口から唐辛子の粉を吹いて攻撃することができる。かつぶしまんの蕎麦に対しては、トンガラシと異なり唐辛子を山盛りにかけて食べることはしなかった。このことが縁で、かつぶしまんとは唐辛子や似顔絵をプレゼントするなど親しい間柄となっている。あくまであんパンが苦手なだけで、優しく接して助けてくれたアンパンマンにも懐いている。
カレーどんまん
声 - 桜井敏治
性別 - 男 / 初登場回 - TV第512話A「アンパンマンとカレーどんまん」
おいしいカレー丼を食べさせてくれる、力士タイプのどんぶりまんで張り手で戦う。厳つい感じではあるが根は優しい。力持ちであるが頭の丼鉢の中が空になると力が出なくなる。カレー丼のおいしさを知ってもらうために旅をしている。カレーパンマンとはカレーパンとカレー丼、どちらがおいしいかどうかで張り合っていたが、協力してばいきんまんを倒した後和解して、料理を食べ合いお互いの味を認めた。上野公園の西郷隆盛像がモデルで、西郷隆盛と同じく一人称は「オイドン」で、語尾に「ゴワス」をつけて話す。
カレールーくん
声 - 仲村美緒
性別 - 男 / 初登場回 - TV第184話B「アンパンマンとカレーパーティー」
顔がカレーのルーになっている男の子。リュックサックにカレールーを入れている。カレーパンマンの友達。
ガレットさん
声 - 青木志貴
性別 - 女 / 初登場回 - TV第1679話A「アンパンマンとガレットさん」
外見は人間に近い頭がガレットの女の子。そば畑に住んでいる。そば粉を使って美味しいガレットを作ってくれる。悪者であるばいきんまんやドキンちゃんにもガレットを作ってあげる優しい性格だが、うっかり屋な一面も。折りたたみ名人でガレット型の機械で様々な物を作る（ハンググライダーや椅子、アリゲーターなど）ことができる。住居である家も、ボタン一つ押すだけでガレット型に折りたたまれる。
カン太郎兄弟（カンたろうきょうだい）
顔が缶になっている缶詰の六兄弟。移動の際は手足を引っ込めて、転がって移動する。缶なので物や人物を入れることができる。武器のカンキリナギナタを頭に付けて回転させるとヘリコプターのように空を飛べる。6人で合体するとパワーアップする。
かんづめカン太郎（かんづめカンたろう）
声 - 柴本浩行
性別 - 男 / 初登場回 - TV第60話B「アンパンマンとかんづめカン太郎」
カン太郎兄弟の長男。一人称は「オイラ」で、語尾に「カン」を付けて話す。初登場時は乱暴者で自分が世界一強いと思っており、ばいきんまんに騙されてアンパンマンをやっつけ、用済みにされたところをカレーパンマンとサルの子供達に助けられた。その後、ピンチのアンパンマン達に新しい顔とカレーを届けて形勢逆転してばいきんまんをやっつけた後、ジャムおじさんから本当の強さを学んだ。
カン次郎（カンじろう）
声 - 山寺宏一
性別 - 男 / 初登場回 - TV第146話B「アンパンマンとカン太郎兄弟」
かんづめカン太郎の弟。カン太郎兄弟の次男。
カン三郎（カンさぶろう）
声 - 一龍斎貞友→渡辺久美子
性別 - 男 / 初登場回 - TV第146話B「アンパンマンとカン太郎兄弟」
かんづめカン太郎の弟。カン太郎兄弟の三男。
カン四郎（カンしろう）
声 - 中村ひろみ
性別 - 男 / 初登場回 - TV第146話B「アンパンマンとカン太郎兄弟」
かんづめカン太郎の弟。カン太郎兄弟の四男。
カン五郎（カンごろう）
声 - 原えりこ
性別 - 男 / 初登場回 - TV第146話B「アンパンマンとカン太郎兄弟」
かんづめカン太郎の弟。カン太郎兄弟の五男。
カン六郎（カンろくろう）
声 - 島本須美
性別 - 男 / 初登場回 - TV第146話B「アンパンマンとカン太郎兄弟」
かんづめカン太郎の弟。カン太郎兄弟の末っ子。
かんたんシスターズ
声 - ドリーミング
初登場回 - TV第100話「新しいしょくぱんまん号誕生」
人間の外見をしたエンジニアの双子の姉妹。機械のことなら何でもお任せで、修理をしたり新しく作ってくれたりする。レッカー車に乗って旅をしている。
プラちゃん
声 - 寺田千代
性別 - 女
かんたんシスターズの姉。十字ねじとプラス記号付きの赤いヘルメットを被っている。
マイちゃん
声 - 寺田嘉代
性別 - 女
かんたんシスターズの妹。マイナスねじとマイナス記号付きの青いヘルメットを被っている。
かんたんブラザーズ
初登場回 - TV第389話B「スパナくんとペンチくん」
かんたんシスターズの二人の弟で、まだ半人前。見た目は人間に近い。分解するのは好きだが組み立てるのは苦手。
スパナくん
声 - 渕崎ゆり子
性別 - 男
かんたんブラザーズの兄で、Sマークとスパナ付きのヘルメットを被った男の子。
ペンチくん
声 - 冨永みーな、大本眞基子（OVA・勇気りんりん! いろ・かず・かたち）
性別 - 男
かんたんブラザーズの弟で、Pマークとペンチ付きのヘルメットを被った男の子。
カンテンマン
声 - キートン山田
性別 - 男 / 初登場回 - TV第156話A「アンパンマンとカンテンマン」
寒天の男性。海で寒天の原料のテングサを集め、山で寒天を作っている。複数の仲間がいる。みんなにおいしいゼリーを御馳走してくれる。
カンナくん
声 - 千葉一伸→竹尾一真
性別 - 男 / 初登場回 - TV第317話B「アンパンマンとカンナくん」
体が鉋になっている大工。腕は良く、寄木細工が得意。鉋屑でバイキンメカの視界を遮ったり、パン工場へ危機を知らせたりできる。慌て者で世話好き。「いカンナ、いカンナ〜」が口癖。
ききょう姫（ききょうひめ）
声 - 日野由利加
性別 - 女 / 初登場回 - TV第853話B「アンパンマンとききょう姫」
キキョウ畑を守るお姫様。魔法が使え、キキョウのつぼみを風船や狼煙に変えたり、一度摘まれたキキョウを元に戻したり、川の水を汲み出すことができる。
ききょうの子（ききょうのこ）
性別 - 不明 / 初登場回 - TV第853話B「アンパンマンとききょう姫」
ききょう姫の家来。集団でキキョウに川の水から汲んだ朝露をやるのが日課。
きしめんさん
声 - 諏訪部順一
性別 - 男 / 初登場回 - TV第1702話A「アンパンマンときしめんさん」
頭が丼鉢、髪がきしめんの麺になっている男性。外見は人間に近く「必殺シリーズ」の組紐屋の竜に似た衣装に身を包む。一人称は「あたし」。削り節で悪者の視界を遮り、組紐で縛り上げる、扇子を使って相手の武器を切断するなど実力は高い。美味しいきしめんをご馳走してくれるが、きしめんをうどんと混同されることを嫌う。ジャムおじさんとは初登場以前からの知り合い。
キックぼうや
声 - 鉄炮塚葉子
性別 - 男 / 初登場回 - TV第264話B「アンパンマンとサッカーぼうや」
サッカーボールの男の子。サッカーを教えてくれる。
切手ライオン（きってライオン）
声 - 三石琴乃
性別 - 男 / 初登場回 - TV第267話B「切手ライオンとフートーどり」
顔が切手のライオン。口から切手を出すことができる。フートーどりが相棒。
ぎゅうどんまん
声 - 関俊彦
性別 - 男 / 初登場回 - TV第451話「アンパンマンとぎゅうどんまん」
早くておいしい牛丼を食べてもらう為に移動販売車で旅をしているどんぶりまん。どんぶり界の頂点に立つのが夢。関西弁で話し、語尾には「ぎゅう」を付けて「う〜っしっしっし」と笑う。他のどんぶりまん同様、中身が変わると強くなることがある。初登場時はどんぶりまんトリオに牛丼を試食させたが酷評されてしまい、どうすれば牛丼をもっとおいしくできるか研究を開始。その一連の流れでショウガナイさんの紅しょうが、たまごちゃんの溶き卵、トンガラシの七味唐辛子を加えた牛丼でどんぶりまんトリオに再び試食してもらい彼らの評価を覆した。その後、彼らから蓋をプレゼントされた。再登場した時は蓋がないこともある。また、うなどんまんに勝負を仕掛けたが、敗れたことがある。
ギョクロくん
声 - 川島得愛、浜添伸也（代役）
性別 - 男 / 初登場回 - TV第667話B「アンパンマンとギョクロくん」
おいしい玉露茶を御馳走してくれる男の子。顔が急須になっている。語尾に「〜っちゃ」を付けて話す。一番おいしいお茶は玉露茶だと豪語する。プライドが高く、玉露茶を食後のついでや飲み水の代わりとして飲まれることを嫌う。食いしん坊で少々せっかちなところがある。怒ると注ぎ口から湯気や玉露茶を噴き出す。登場するとばいきんまんに「なんだ、ギョクロくんか」と冷静に言われる。
キンコちゃん
声 - 佐藤智恵
性別 - 女 / 初登場回 - TV第354話B「アンパンマンとキンコちゃん」
金庫の女の子。大切な物を預かるのが仕事。体は小さいが非常に重く足が遅い。どんなことをしても壊れないほどに頑丈だが、くすぐられると簡単に開いてしまう。
きんぴら和尚（きんぴらおしょう）
声 - 伊藤栄次→二又一成
性別 - 男 / 初登場回 - TV第494話B「アンパンマンときんぴら和尚」
顔がゴボウの形の和尚。おいしい金平牛蒡を御馳走しながら旅をしている。語尾に「ゴボ」を付けて話す。曲がったことが大嫌いで礼儀にも厳しい。「ゴボウのように真っ直ぐ」が口癖で、たとえ目の前が行き止まりでも簡単に道筋を変えようとしない信念を持っており、崖さえも歩いて登ってしまう。
くすだまん
声 - 松野太紀
性別 - 男 / 初登場回 - TV第303話A「アンパンマンとくすだまん」
くす玉の男性。口から紙吹雪を吹き出して運動会を楽しく盛り上げてくれる。お腹の中の紙吹雪が無いと力が出なくなる。
クッションマン
声 - 伊倉一恵
性別 - 男 / 初登場回 - TV第234話B「アンパンマンとクッションマン」
クッションの男の子。お腹のポケットからクッションを出して町の人達に配っている。暗くジメジメした場所にいると元気がなくなってしまい、クッションも萎んでしまう。太陽の光を浴びると復活する。
くっつき虫ペタリン（くっつきむしペタリン）
声 - 三輪勝恵
性別 - 男 / 初登場回 - TV第178話A「アンパンマンとくっつき虫ペタリン」
人の顔などにすぐ張り付く、悪戯好きで寂しがり屋の幼虫の男の子。生き別れの母親を探していた。ばいきんまんとの騒動後、成長して蝶の姿になった。
グラタンちゃん
声 - 原えりこ
性別 - 女 / 初登場回 - TV第493話B「アンパンマンとグラタンちゃん」
グラタン作りが得意な女の子。だが、その味は目が回るほどのまずさであった。ジャムおじさんにおいしいグラタンを教えてもらい自信がついた。髪型はマカロニの形で、頭にグラタン用の深皿の形の被り物を被っていること以外は人間の外見をしている。とても気が強く少々生意気な性格であるが、涙もろい一面もある。第1001話B「カレーパンマンとグラタンちゃん」では、タマネギの切り方が雑だったりマカロニを茹でなかったり海老の殻を剥かないなどとても雑な作り方をしていた為、またまずいグラタンに戻ってしまった。しかしカレーパンマンの指導もあり、またおいしいグラタンを作れるようになった。
クラッカーくん
声 - 金丸淳一→優希比呂
性別 - 男 / 初登場回 - TV第544話A「アンパンマンとクラッカーくん」
頭がクラッカーの男の子。クラッカーを使いムードを盛り上げるのが仕事。おだて言葉も得意。「クラーッカッカッカー!」と笑う。
クリスマス・ツリーくん
声 - 高瀬くるみ→坂本千夏
性別 - 男 / 初登場回 - TV第313話「ふたりのパンナのクリスマス」
クリスマスツリーの男の子。毎年12月にスノーボードでやってくるが、寝坊することもある。ツリーの無い家で家庭用のクリスマスツリーになってクリスマスパーティーを盛り上げるのが夢。頭の上にある星型のツリートップは銀紙で作られているが、彼の心が輝くと同時にツリートップが金色に輝く。
クルクルコマ一座（クルクルコマいちざ）
初登場回 - TV第421話B「アンパンマンとクルクルおコマちゃん」
曲独楽を披露する旅一座。ドキンちゃんが一日入門したこともある。
クルクルおコマちゃん
声 - 松本梨香→岡本麻弥
性別 - 女
コマじいさんの孫で、一座の看板娘。語尾に「〜でござい」が付く。
コマじいさん
声 - 藤本譲
性別 - 男
クルクルコマ一座の座長。
コマのすけ
声 - 滝沢ロコ→大本眞基子
性別 - 男
コマべえ
声 - 中村ひろみ→大西健晴
性別 - 男
どうけしくん
声 - 無し
性別 - 男
一座の助手の双子。裏方の仕事をしている。
グルグルぼうや
声 - 松島みのり
性別 - 男 / 初登場回 - TV第310話A「アンパンマンとグルグルぼうや」
独楽の男の子で、独楽回しの名人。独楽の作り方や遊び方を教えてくれる。持っている紐で敵を独楽のように回転させることができる。
クレープマン
声 - 宮野真守、高橋広樹（代役）
性別 - 男 / 初登場回 - TV第1171話B「ばいきんまんとクレープマン」
顔がクレープの形をしている男性。おいしいクレープ作りの名人で人を見てその人に合うトッピングをしてくれる。移動販売車で移動している。穏やかで物腰も柔らかい優しい性格でばいきんまん達も分け隔てなく接していた。特にドキンちゃんに対してはかなり紳士的に接していたが、ばいきんまんのことはどんなに見てもトッピングが思いつかなかった。巨大なクレープ生地を投げて攻撃をする。
ゲター博士（ゲターはかせ）
声 - 沢木郁也
性別 - 男 / 初登場回 - TV第432話B「アンパンマンとおてんきはかせ」
顔が下駄の博士。気象の専門家で、下駄を飛ばして天気を教えてくれる。
ケトルマン
声 - 松野太紀
性別 - 男 / 初登場回 - TV第18話B「アンパンマンとやかんまん」
青い笛つきケトルの男性。お湯が沸くとピーピーと音が鳴るのが自慢。自分勝手な性格だが、やかんまんとは良きライバル。初登場はやかんまんの回想の中であり、本人が登場したのはやかんまんが初登場した話から数年後のことである。
ゲンコツくん
声 - 鷹森淑乃→中村大樹
性別 - 男 / 初登場回 - TV第93話B「アンパンマンとゲンコツくん」
雷に打たれた岩石から生まれた石の男の子。固い石頭が武器で、カレーパンチやバイキンUFOのハンマーも通用しない。世界一強くなる為に森を荒らし回り、カレーパンマンをやっつけた後、ばいきんまんにそそのかされてパン工場を襲撃しアンパンマンと戦うが、ばいきんまんをやっつけた後に本当の強さとは何なのかなどいろんなことを勉強する為に旅に出た。
コウノトリ
声 - 津久井教生→島香裕→山寺宏一
性別 - 男 / 初登場回 - TV第27話B「アンパンマンとあかちゃんまん」
あかちゃんまんと仲のいいコウノトリ。TVアニメ初期はあかちゃんまんを色々な場所へ運んでいた。
こくばんまん
声 - 松本保典
性別 - 男 / 初登場回 - TV第58話A「アンパンマンとこくばんまん」
描いた物を何でも実体化させる能力を持っている黒板の男性。キャスター付き黒板に白いチョークで顔が描かれている。なお、実体化させた物は黒板消しで消すことができるが、大きすぎる場合は一つで消すのが難しいため、大量の黒板消しがいる。ばいきんまんに騙されて鷲、ライオン、ゾウなどの動物を描いてアンパンマンに攻撃した後、ばいきんまんに巨大な怪獣を描かれた後に用済みにされたところをアンパンマンに助けられる。その後、大量のアンパンマンを描いて怪獣を消してばいきんまんをやっつけた後、別の町へ人助けしに行った。その後、一回だけ再登場しばいきんまんに拉致され、ジャイアントばいきんまんが誕生してしまった。
こぞうのジャンボ
声 - 高田由美
性別 - 男 / 初登場回 - TV第24話A「アンパンマンとこぞうのジャンボ」
サーカスで大人気の子供のゾウ。まだ小さく甘えん坊だが、ゾウらしく重量があり、パワーもある。トントに似ている。
コチョウランさん
声 - 日野由利加、田中敦子（代役：第896話Aパート）
性別 - 女 / 初登場回 - TV第636話A「アンパンマンとコチョウランさん」
自分の美しさが自慢の長身美女。高飛車な性格で他人を見下す態度が目立つが、困っている人を助ける正義感も持ち合わせている。見た目は人間に近く、頭にコチョウランの花びらを付けている。綺麗な物を探しに旅をしながら、コチョウランを配っている。羽扇から幻の蝶を出して敵の目をくらます「コチョウの舞」が得意技。言葉遣いや態度の上品さを重んじており、相手にもそれを強要することがあるため、ばいきんまんが苦手としている女性の1人である。
こばちちゃん
声 - 新山志保
性別 - 女 / 初登場回 - TV第437話A「アンパンマンとところてんまん」
顔が小鉢の女の子で、ところてんまんの相棒。
ゴマすり和尚（ゴマすりおしょう）
声 - 八木光生→北村弘一→田原アルノ
性別 - 男 / 初登場回 - TV第418話B「ゴマすり和尚とスリコギ坊主」
ゴマすりが得意なすり鉢の和尚。自分の頭とスリコギ坊主の頭でゴマを摺ると、お世辞が次々に出てくる。
スリコギ坊主（スリコギぼうず）
声 - 永島由子→吉田小南美→若林直美
性別 - 男 / 初登場回 - TV第418話B「ゴマすり和尚とスリコギ坊主」
ゴマすり和尚の弟子。顔がすりこぎになっている。和尚の頭に入れる為のゴマを用意している。

## さ行
ザーマス・ボンド
声 - 納谷六朗→田中秀幸（納谷没後）
性別 - 男 / 初登場回 - TV第139話A「アンパンマンとザーマス・ボンド」
スパイのような格好の男性。愛車のボンドカーを操り、各地でミッションを遂行している。サングラスを掛けており、「〜ざます」が口癖で英語交じりに話す。何でもくっ付ける瞬間接着剤を仕込んでいる拳銃と接着解除用の糊剥がしスプレーで壊れた物を何でも修理してくれる。
モチーフは『ジェームズ・ボンド』。
さくらちゃん
声 - 氷上恭子
性別 - 女 / 初登場回 - TV第373話A「アンパンマンとさくらちゃん」
桜の妖精の女の子。暖かい春風に乗って、桜を咲かせに飛んでくる。桜と心が通じ合う。ホラーマンとも仲がいい。
ささだんごちゃん
声 - 笠原留美
性別 - 女 / 初登場回 - TV第782話B「アンパンマンとささだんごちゃん」
おいしい笹団子を作ってくれる女の子。とても力持ちで、巨大な岩を持ち上げるほどの怪力キャラ。男勝りだが照れ屋な性格。一人称は「おら」で新潟弁で話す。ばいきんまん達にも分け隔てなく接するが、悪さや独り占めは許さない。
サラコちゃん
声 - 川浪葉子
性別 - 女 / 初登場回 - TV第281話A「アンパンマンとサラコちゃん」
皿回しが得意な女の子。人間の外見をしていて、中華服を着ている。バイキンUFOをお皿の代わりに棒で回すことすらできる腕前。
サンドイッチマン
声 - 上田敏也→矢田稔
性別 - 男 / 初登場回 - TV第33話B「アンパンマンとサンドイッチマン」
サンドイッチ屋の小父。「おとうサンド」「おかあサンド」など、おいしいオリジナルのサンドイッチを作り、みんなに食べさせてくれる。サンドイッチマンの格好をしており、名前は掛け言葉になっている。
しあわせぼうや
声 - 丸尾知子
性別 - 男 / 初登場回 - TV第117話B「アンパンマンとゆかいなトランクマン」
人間の外見をした男の子。幸せの笛を吹いて皆を幸せにする為にトランクマンやジュラミくんと旅をしている。
しいたけじいさん
声 - 長島雄一
性別 - 男 / 初登場回 - TV第601話B「ばいきんまんとしいたけじいさん」
椎茸の老人。自身が薬草や木の実で作った薬をみんなに分けながら旅をしている。飄々としており、ばいきんまんにも分け隔てなく薬を分けていた。
しおりちゃん
声 - 永田亮子→越川詩織
性別 - 女 / 初登場回 - TV第668話B「ドキンちゃんとしおりちゃん」
栞の女の子。ひらひらと風に乗って空を飛ぶ。みんなに草花を使った栞の作り方を教えてくれる。
シジミさん
声 - 渡辺久美子
性別 - 男 / 初登場回 - TV第259話B「アサリどんとシジミさん」
顔がシジミである、のんびり屋の行商人。シジミの量り売りをしている。アサリどんと名コンビ。
ジシャクマン
初登場回 - TV第179話B「アンパンマンとジシャクきょうだい」
人間の外見をした姉弟。気合いを入れることで頭の磁石のヘルメットから磁力を発生させる。
エヌちゃん
声 - 國府田マリ子
性別 - 女
Nの字が入った磁石のヘルメットをかぶった女の子で、エスくんの姉。気が短い。
エスくん
声 - 松尾佳子
性別 - 男
Sの字が入った磁石のヘルメットを被った男の子で、エヌちゃんの弟。のんびり屋な性格でばいきんまんに騙されて、磁力で時計の針を進めたり町を荒らしたりしてしまうが、アンパンマンに助けてもらってから和解した。
しまふくろうのおじいさん
声 - 田原アルノ
性別 - 男 / 初登場回 - TV第271話B「アンパンマンと金色のさかな」
シマフクロウの老人。物置から見つけた『金色の魚』の絵をジャムおじさん達に見せて、『金色の魚』の言い伝えを教えてあげた。
シャーロくん
声 - 津久井教生→浪川大輔→佐々木望
性別 - 男 / 初登場回 - TV第372話B「アンパンマンとシャーロくん」
謎解きが得意な探偵の少年。外見は人間に近く、帽子と眼鏡はアンモナイトくんに似ている。いつも手にしている虫眼鏡はいろんな機能が備わっており、帽子の中には探偵に役立つ道具を収納している。
ジャスミンさん
声 - 小林優子
性別 - 女 / 初登場回 - TV第564話B「アンパンマンとジャスミンさん」
おいしいジャスミンティーを飲んでもらう為に旅をしている女性。オレンジ色の靴とオレンジ色の制服。顔が急須になっている。正義感が強く、手に持っている大きな扇子を操り、悪者と戦う。カンフーも得意。
シャベルくん
声 - 内藤玲
性別 - 男 / 初登場回 - TV第462話B「アンパンマンとレンガくん」
シャベルの男の子。レンガくんとセメントくんと3人で建物を作ったり修理したりしている。レンガにセメントを塗るのが役目。
ジュエリーちゃん
声 - 鉄炮塚葉子
性別 - 女 / 初登場回 - TV第309話A「アンパンマンとジュエリーちゃん」
外見は人間である、ジュエリーの女の子。宝石やアクセサリーをいくらでも出すことができる。飾り付けすぎて顰蹙を買うこともあったが、一生懸命に働くことや汗の美しさに気付いた。
ジュラミくん
声 - 斉藤千恵子
性別 - 男 / 初登場回 - TV第117話B「アンパンマンとゆかいなトランクマン」
ジュラルミンの男の子。涙を吸い取りみんなを幸せにする。しあわせぼうやとトランクマンの仲間。体色は灰色。
しょうかきくん
声 - 亀井芳子
性別 - 男 / 初登場回 - TV第319話B「アンパンマンとしょうかきくん」
火事を警戒している消火器の男の子。自身の体のホースから泡を放出してどんな火でも消火する。火を火事と認識してしまい、SLマンやひのたまこぞう含め周りに迷惑をかけてしまい、さらにばいきんまん達に騙されて町やパン工場を泡まみれにしてアンパンマンをピンチに陥れてしまうが、ばいきんまんに用済みにされたところをSLマンに助けられ、ひのたまこぞうと協力してアンパンマンを助けた。騒動後、今までの行いを反省して今後はしっかり火の判別をすることを誓った。
ショウガナイさん
声 - 島田敏→田原アルノ
性別 - 男 / 初登場回 - TV第302話A「ショウガナイさんとナスコさん」
ショウガの男性。みんなにショウガを使ったおいしい料理を御馳走してくれる。ショウガの隠し味は心の痛みを和らげてくれる。落ち込んでいる人を元気付けてショウガ湯を飲ませている（辛味を抑えて飲みやすくする為に蜂蜜を加えている）。「しょうがない〜」が口癖で困ったことがあっても慌てることが少ないマイペースな性格だが、アンパンマン達がピンチになった時には打って変わって真摯な行動を取る。
ジョウロぼうや
声 - 伊倉一恵
性別 - 男 / 初登場回 - TV第292話A「アンパンマンとジョウロぼうや」
頭がじょうろの男の子。頭の中に溜めている水で草花を元気にさせている。頭の中の水がなくなると力が出なくなる。
しょうゆくん
声 - 宇垣秀成
性別 - 男 / 初登場回 - TV第303話B「しょうゆくんとソースくん」
醤油差しの男の子で、ソースくんと友達。町から町へと醤油を届けている。のんびり屋なソースくんとは逆にせっかちな性格だが、友達思い。「しょうゆうこと」が口癖。
じょんがらくん
声 - 二又一成、小野健一（代役）
性別 - 男 / 初登場回 - TV第544話B「アンパンマンとじょんがらくん」
顔が三味線の男の子。おバチちゃんと一緒に演奏の旅をしていて、彼らの音色を聴くと、みんな楽しく踊り出してしまう。弦を強く張ると力も強くなるが、逆に弦が緩むと力が出なくなる。ニガウリマンやてんどんまんとは息が合う演奏をしたことがある。
おバチちゃん
声 - 嶋村薫→沢海陽子（嶋村没後）→桐山智花
性別 - 女 / 初登場回 - TV第544話B「アンパンマンとじょんがらくん」
じょんがらくんの相方である、小さな撥の女の子。2枚の撥でじょんがらくんの頭の三味線を弾き、悪者には「このバチ当たりめ!」と一喝し、撥をブーメランのように飛ばして戦う。アンパンマンの危機をパン工場に伝える為、じょんがらくんに矢のように打ち出されることもある。
白バラ女王（しろバラじょおう）
声 - 伊瀬茉莉也
性別 - 女 / 初登場回 - TV第1296話A「バタコさんと白バラ女王」
頭が白いバラの小さな女王。白いバラの杖で白バラの花びらを周囲に舞い散らせその香りで相手を優しい気持ちにしたり、立派な白バラを咲かせることができる。また、体を眩しく光らせて相手の視界を遮ることもできる。「白バラは、天使のウィンク！バラランバラランバラランラーン！」と言う決め台詞がある。普段は普通の白いバラを仮の姿にしてガラス玉の中にいる。登場時には大抵、岩の隙間や木の枝に挟まって動けなくなったり日当たりの悪い森の中にいた事などが原因で元気をなくしており、共演するキャラクターに水を与えられたり日光を浴びせてもらうなどの世話をしてもらうことで元気を取り戻し話し始め、真の姿となる。綺麗なバラ園を作り人々の微笑みを見るために旅をしており、バラ園を作ると再びガラス玉のバラの姿となり旅立つ。生態や名前がよく似ていることから、ばいきんまんに当初黒バラ女王の仲間だと思われていたが、性格は正反対で優しく友好的で禍々しい黒バラ女王とは対照的に、ドキンちゃんから可愛いと言われるほどファンシーな容姿であった。
すいとうくん
声 - 高橋広樹
性別 - 男 / 初登場回 - TV第848話A「アンパンマンとすいとうくん」
水筒の男の子。喉が渇いた人に水を飲ませてくれたり元気のない花に水を与えたりする。体を振るとジェット噴射のように勢い良く水を出すこともでき、この水圧を利用して空を飛んだり敵の武器を弾き飛ばしたりすることも可能。語尾に「スイ」を付けて話す。クリームパンダと顔が似ている。水筒の水が減ると力が出なくなる為、山に行って水を補給している。
スグダスマン
声 - 谷口節
性別 - 男 / 初登場回 - TV第29話A「アンパンマンとスグダスマン」
自動販売機のロボット。語尾に「ダス」と付けて話す癖がある。名前の通り口からいろんな物をすぐに出して人に与えるが量には限界がある。人気者になるのが夢で、ばいきんまんに騙されてアンパンマンと戦ってしまうが、その後に和解してまた旅に出た。
すすきちゃん
声 - 岡本麻弥
性別 - 女 / 初登場回 - TV第348話A「アンパンマンとすすきちゃん」
外見は人間に近い女の子。ススキを使った細工物を作るのが得意。十五夜にはおいしい団子を作り、月見を開く。
スタンプぞうさん
声 - 堀川りょう
性別 - 男 / 初登場回 - TV第186話B「アンパンマンとスタンプぞうさん」
鼻の先がスタンプになっているゾウの男性。いろんな人のスタンプを作ることができる。母親がいる。
スプーンさん
声 - 藤田淑子
性別 - 女 / 初登場回 - TV第95話B「ナイフとフォークとスプーンさん」
ナイフさんとフォークさんの仲間のスプーンの女性。いろんな種類のスプーンを持っている。
スプレーくん
声 - 津野田なるみ
性別 - 男 / 初登場回 - TV第251話B「アンパンマンとスプレーくん」
顔がスプレーの缶になっている男の子。ストロー状の口から霧を吹き出し、嫌な臭いをいい香りに変えることが出来る。
セニョール・タコス
声 - 玄田哲章
性別 - 男 / 初登場回 - TV第509話B「アンパンマンとセニョール・タコス」
おいしいタコスをご馳走してくれるラテン系の小父。両手に持った2本のマラカスでサルサを演奏しながら踊ることが多い。メキシコ訛りの口調で話し、陽気な性格で初対面の相手とも積極的にスキンシップを好む。踊ることが好きなあまり音楽を聴くと夢中になって踊ってしまい、タコス作りを忘れることが多い。また、彼のマラカスの演奏を聴くと周りの人達は体が勝手に踊りだしてしまう。
セニョール・マカロニーノ
声 - 堀川りょう
性別 - 男 / 初登場回 - TV第80話A「アンパンマンとセニョール・マカロニーノ」
外見は人間に近いマカロニのような髪型をしている歌手の男性。変装の名人でもあり、大勢に囲まれて騒がれるのが苦手で変装してごまかしていたが、ばいきんまんとの騒動をきっかけに変装はやめてファンとの交流を大切にすることにした。
せみ太郎（せみたろう）
声 - 緒方賢一
性別 - 男 / 初登場回 - TV第96話A「アンパンマンとせみたろう」
セミの音楽家。夏の夜、セミ達の鳴き声によるコンサートを指揮する。
セメントくん
声 - 松本大
性別 - 男 / 初登場回 - TV第462話B「アンパンマンとレンガくん」
顔がセメントの袋になっている男の子。インスタントレンガ製造車を操作したりセメントを作ったりする。
センスくん
声 - 堀内賢雄
性別 - 男 / 初登場回 - TV第343話A「ウチワちゃんとセンスくん」
顔が扇子の形をした男の子。人々に扇子を配っていて、センスの良さを褒めることも多い。巨大な扇子で空を飛べる。ウチワちゃんとはライバル同士。
ソースくん
声 - 中嶋聡彦
性別 - 男 / 初登場回 - TV第303話B「しょうゆくんとソースくん」
しょうゆくんの友達で、のんびり屋のソース差しの男の子。町から町へとソースを届けている。語尾に「〜でソース」をつけるが、これが原因でばいきんまんは醤油と勘違いして何度も彼をさらった。
ソーセージマン一座（ソーセージマンいちざ）
初登場回 - TV第49話A「アンパンマンとソーセージショー」
ソーセージマンとソルト、ペッパー、マスタード、ケチャップで構成される旅芸人達。町を渡ってショーを開いては、おいしいソーセージをみんなにご馳走する。
フランク
声 - 喜多川拓郎
性別 - 男
ソーセージマン一座の一員であるソーセージの男性でフルトの双子の兄。
フルト
声 - 小野健一
性別 - 男
ソーセージマン一座の一員であるソーセージの男性でフランクの双子の弟。
エリザベスマスタード
声 - 藤田幹子
性別 - 女
ソーセージマン一座の一員であるマスタード用のディスペンサーの女性。
ゴールデンケチャップ
声 - 中村ひろみ
性別 - 男
ソーセージマン一座の一員であるトマトケチャップ用のディスペンサーの男性。
ジャイアントペッパー
声 - 山寺宏一
性別 - 男
ソーセージマン一座の一員であるペッパーミルの男の子。
ミスターソルト
声 - 渡辺菜生子
性別 - 男
ソーセージマン一座の一員であるソルトシェイカーの男の子。

ソバオくん
声 - 津久井教生
性別 - 男 / 初登場回 - TV第182話B「かつぶしまんとソバオくん」
外見は人間に近い蕎麦職人。かつぶしまんよりおいしい蕎麦を作られるが、汁の味においてはかつぶしまんに劣る。かつぶしまんと腕比べをしたことがある。今では良きライバル。
そよかぜくん
声 - 高乃麗
性別 - 男 / 初登場回 - TV第232話A「アンパンマンとそよかぜくん」
小さなそよ風の妖精の男の子。普段は風となって姿を隠している。悪戯好きな性格で周りに迷惑をかけていたが、ばいきんまんとの騒動後に改心した。体を汚されると空を飛ぶことができなくなり、風も起こせなくなる。

## た行
タイコマン
声 - 堀内賢雄、内田直哉（TV第1586話A）、中村大樹（映画・ドキンちゃんのドキドキカレンダー）、青野武（代役）
性別 - 男 / 初登場回 - TV第39話A「アンパンマンとバイキンおんど」
頭が和太鼓の男性。頭の和太鼓を鳴らすと周りのみんなが踊りだしてしまう。夏祭りの話になると、はなびまんと一緒によく登場する。太鼓だけに太鼓持ちな一面もある。TVアニメ第94話「アンパンマンと夏まつり」では、ばいきんまん達の罠でアンパンマンとはなびまんと一緒に地下牢に閉じ込められたが、はなびまんの火薬を特別な和太鼓の叩き方で火花を出して着火させ、地下牢から脱出するという荒業を見せた。
たいやきまん
声 - 内田直哉
性別 - 男 / 初登場回 - TV第485話B「アンパンマンとたいやきまん」
顔がたい焼きの男性。おいしいたい焼きを食べてもらう為にリヤカーの屋台を引いて旅をしている。
タイヤくん
声 - 速見圭
性別 - 男 / 初登場回 - TV第276話B「アンパンマンとタイヤくん」
タイヤの男の子。タイヤに詳しく、空気を入れたりパンクを修理したりしてくれる。ばいきんまんたちの手によって巨大なマンモスタイヤになって操られてしまい町で大暴れてしてしまったが空気が漏れたことで元に戻った。
タオルくん
声 - 渡辺美佐→半場友恵、手塚ちはる（OVA・元気100倍! みんなの1にち）
性別 - 男 / 初登場回 - TV第351話A「アンパンマンとタオルくん」
頭にタオルを巻いた男の子。そのタオルを伸ばして悪者を懲らしめることができるが、反面タオルを取られてしまうと力が出ない。タオルの下は毛が1本だけ生えている。
たまごどんまん
声 - 冨永みーな→かないみか→渕崎ゆり子
性別 - 男 / 初登場回 - TV第130話B「カツドンマンとたまごどんまん」
カツドンマンの弟。中身は玉子丼。カツドンマンの事は「お兄ちゃん」と呼ぶ。兄と違って弱気で控えめ、内気な性格だが、兄想いでばいきんまんに立ち向かうこともあった。玉子丼をご馳走してくれるが、うまく作れずに自信を無くしてしまいがち。どんぶりまんトリオの言い争いには彼も困っている様子。共演するキャラクターからヒントを得て、てんどんまんとは天ぷらを入れた玉子丼（いわゆる天玉丼）、カレーパンマンとは「カレー玉子丼」を作ったりしたがいずれも玉子丼とは言えないと言う理由で却下となってしまった。彼の作る玉子丼はうまくできると優しい味がして、ばいきんまんが食べるとその味で優しい気持ちとなり大人しく帰っていくという平和的に解決したことがある。
しかし、登場が増えてくるごとに、彼が「カツドンマンの弟」だという事を 誰も言わない事が多くなる。
2025年現在では、公式ホームページの「なかまのしょうかい」でも、「カツドンマンの弟分」と紹介されており、実の兄弟という設定では無くなった模様。
ダルマン
声 - 三輪勝恵
性別 - 男 / 初登場回 - TV第70話A「アンパンマンとチャンピオンダルマン」
とても強いだるまのプロボクサーでボクシングのチャンピオン。どんなパンチにもやられない。スポーツマンらしく正々堂々としている。その強さに目を付けたばいきんまんにそそのかされ、一度はアンパンマンを破ったが特訓したアンパンマンとの一対一の勝負で破れた時は負けを素直に認め、さらに卑怯な手段を使ったばいきんまんをノックアウトした。
タンポポちゃん
声 - 石村知子→白鳥由里→平野綾
性別 - 女 / 初登場回 - TV第561話B「アンパンマンとタンポポちゃん」
色々な国で、タンポポの花を咲かせている小さな女の子。語尾に「ポ」を付けて話す。体が小さいので、風に飛ばされやすく、風任せで色んな場所を旅している。いつも元気で明るいが、一人旅の孤独で時々寂しい気持ちになると語っている。テーマソングを歌って登場することが多く、白鳥が歌うバージョンがCD化されているが、本編では石村や平野が歌うバージョンが存在する（なお、いずれもCD化はされていない）。
ちゃきんくん
声 - 真山亜子
性別 - 男 / 初登場回 - TV第516話A「アンパンマンとちゃきんくん」
顔が茶巾寿司の男の子。桜が咲く頃の春には美味しい茶巾寿司をご馳走する為にやってくる。「ちゃきちゃきっと」が口癖で江戸っ子口調で話す。
ちゅうしゃき先生（ちゅうしゃきせんせい）
声 - 関根信昭→梅津秀行→松山鷹志
性別 - 男 / 初登場回 - TV第110話B「アンパンマンとちゅうしゃき先生」
顔が注射器の医者。学校に予防注射をしにやってくる。顔は怖そうだが気は優しい。
ちょうちんへいじ
声 - 矢尾一樹
性別 - 男 / 初登場回 - TV第487話A「アンパンマンとちょうちん平次」
顔が提灯になっている岡っ引。少し慌て者な性格だが武器の十手で悪者を捕まえようと町の人達を守っている。顔を光らせて相手の目を眩ませる。照れると顔が赤く光る。かつぶしまんに変装して泥棒を働いたばいきんまんを追いかけ、疑いが晴れるまで本物のかつぶしまんも追いかけた。しろかぶくんが弟子に入ったことがあった。
ツンツンどり
声 - 手塚ちはる
性別 - 男 / 初登場回 - TV第285話B「アンパンマンとツンツンどり」
尖ったくちばしをした鳥。キツツキのように何でも突いて調べるのが趣味。その性分故に周りに迷惑をかけたりばいきんまんに騙されてアンパンマンを襲ったりした。ばいきんまんとの騒動後、ジャムおじさんから鉄琴をもらうもののアンパンマンを襲ったことは謝罪はしたが自身の性分については全く懲りていなかった。
Tシャツくん（ティーシャツくん）
声 - 菊池英博
性別 - 男 / 初登場回 - TV第152話A「Tシャツくんとアンパンマン体操」
外見は人間に近いスクーターに乗って宅配便を配達したりTシャツを配り、皆で体操をしたりする青年。いわゆる体操のお兄さんの存在で、いつも体操は欠かさず、その身のこなしは軽い。初期はアンパンマンたいそう（CHA-CHA版）を歌って体操していたが、現在はドリーミング版が使われている為、再放送ではサンサンたいそうのエピソードのみしか登場しない。OVA「うたってあそぼう♪ ようちえんはたのしいな」では幼稚園バスの運転手として登場する。
ティーポットマン
声 - 安倍敦
性別 - 男 / 初登場回 - TV第80話B「アンパンマンとティーポットマン」
ティーポットの貴族の男性。美味しい紅茶を飲ませてくれる。ティーパーティーの総合的な演出もしている。やかんまんのことを旧式と言って彼を逆撫でしていたが、ばいきんまん達との騒動の最中に彼と一緒に協力してばいきんまん達をやっつけた後、最後は意気投合した。
テープかたつむり
声 - 三ツ矢雄二（黄色）、山寺宏一（赤）
性別 - 男 / 初登場回 - TV第304話B「アンパンマンとテープかたつむり」
テープの形をしたカタツムリ。隙間にある落し物を探すのが仕事。いろんな色の仲間達がいる。回転して移動したり、体を伸ばして空を飛んだりすることが出来る。
デザインマン
声 - 坂口哲夫
性別 - 男 / 初登場回 - TV第338話A「アンパンマンとデザインマン」
外見は人間のような、デザイナーの小父。一風変わったデザインが専門。オカマ口調で話す。スケッチブックに描いた服の絵を実体化させることができる。彼がデザインした服を着せられると自力で脱ぐことはできないが、もともと紙に描いた絵なので水をかけると溶けて元に戻る。
てっかどんまん
声 - 高乃麗
性別 - 男 / 初登場回 - TV第670話B「アンパンマンとてっかどんまん」
おいしい鉄火丼を作ってくれる、江戸っ子のどんぶりまん。慌てん坊が玉に瑕。鉄火丼の材料を入れた桶を運ぶための天秤棒を武器に戦う。
でんがく三兄弟（でんがくさんきょうだい）
初登場回 - TV第686話A「アンパンマンとでんがく三兄弟」
顔が味噌田楽の3人組。得意の田楽を見せた後でおいしい味噌田楽を御馳走してくれる。
でんくん
声 - 竹内順子
性別 - 男
でんがく三兄弟のリーダー格。顔の味噌は赤田楽。田楽では長い棒を使った梯子乗りが得意。
がーくん
声 - かないみか
性別 - 男
でんがく三兄弟の1人。顔の味噌は山葵味噌。田楽ではシンバルを鳴らしたり梯子乗り用の長い棒を支えたりする。
くーちゃん
声 - 有島モユ
性別 - 女
でんがく三兄弟の女の子。顔の味噌は辛子味噌。田楽では太鼓を叩く。
てんそばくん
声 - 坂本千夏
性別 - 男 / 初登場回 - TV第377話B「てんそばくんとうどんちゃん」
顔が蕎麦用の丼鉢の男の子。リヤカーの屋台でおいしい天ぷら蕎麦を作ってくれる。江戸っ子気質で負けず嫌いな性格。うどんより蕎麦が一番おいしいと、うどんちゃんをライバル視しているが、最終的には彼女のうどんの味を認めた。顔の中身を食べられると力が出なくなってしまうが、うどんなどの他の麺類で代用できる。
てんどん母さん（てんどんかあさん）
声 - 井上瑤→松岡洋子（井上没後、映画・ドキンちゃんのドキドキカレンダー）
性別 - 女 / 初登場回 - TV第26話B「アンパンマンとてんどん母さん」
てんどんまんの優しい母親。中身は天丼。息子のてんどんまんをいつも心配している。てんどんまんのことを「てん」と呼んでいる。しっかり者だが、ばいきんまんに家を動かされていることに気付かないまま部屋の掃除をするなど呑気なところがある。悪事を働くばいきんまんにも容赦なくお仕置きする為、ばいきんまんが苦手としている女性の一人である。
てんむすちゃん
声 - 丹羽紫保里
性別 - 女 / 初登場回 - TV第511話A「ばいきんまんとてんむすちゃん」
顔が天むすの形をしている女の子。天むすを知ってもらう為に旅をしながら、みんなにおいしい天むすを御馳走してくれる。正義感が強くいじめっ子が嫌いで手まりで敵と戦うが、手まりがなくても女の子ながらばいきんまんとも互角に渡り合える。頭の上にある2本のえび天が無いと一転してか弱い性格になり力が出なくなってしまうため、普段はかんざしで固定している。てんどんまんとは、同じえび天料理の仲間ということで気が合った。こむすびまんには、終始子供扱いしていたため苦手意識を持たれている。
とうふくん
声 - 優希比呂→梶裕貴
性別 - 男 / 初登場回 - TV第347話B「アンパンマンととうふくん」
早起きをしておいしい豆腐を作り、自転車やリヤカーで人々に配る男の子。豆腐料理の腕前は、マーボー豆腐から豆腐ケーキに至るまでフルコースを作れるほどにうまい。
トータ
声 - 亀山助清→石森達幸
性別 - 男 / 初登場回 - TV第92話B「アンパンマンとせんたくカメさん」
ウサギのラビと一緒にクリーニング店を営んでいる亀の男性。ラビが注文をとり、トータが洗濯をしている。のんびり屋な性格でラビによく怒られているが、本人はあまり気にしていない様子。ジャムおじさん曰く「なかなかの名コンビ」である。初登場時のサブタイトルでもある「せんたくカメさん」と呼ばれることもある。
ところてんまん
声 - 堀内賢雄
性別 - 男 / 初登場回 - TV第437話A「アンパンマンとところてんまん」
顔が天突き器の男性。夏に冷たくておいしいところてんを食べてもらう為に、こばちちゃんと一緒にやってくる。
トラくん
声 - 千葉繁
性別 - 男 / 初登場回 - TV第18話A「アンパンマンまじょのくにへ」
臆病なトラの男の子。魔女に捕まり、壺の中に閉じ込められてしまったところをアンパンマンに助けてもらった。辛党で、アンパンマンの顔を食べたがらなかったが、甘くないたんこぶの部分を食べることで勇気が湧いて、壺の中から脱出した。
ドラくん
声 - 山口勝平
性別 - 男 / 初登場回 - TV第87話B「アンパンマンとドライヤーのドラくん」
ドライヤーのロボットの男の子。鼻から熱風を吹き出し、じめじめした心までカラッと乾燥させる。乾燥した空気が苦手なかびるんるんも撃退できるが、長時間熱風を吹き出しすぎると顔がオーバーヒートしてダウンしてしまう。
トランクマン
声 - 森川智之
性別 - 男 / 初登場回 - TV第117話B「アンパンマンとゆかいなトランクマン」
トランクの男性。体の中の風船と玩具で、人を幸せな気持ちにする。しあわせぼうやとジュラミくんの仲間。体色は赤。
ドレッシングさん
声 - 佐藤智恵
性別 - 女 / 初登場回 - TV第133話B「アンパンマンとマヨネーズくん」
体がドレッシングの瓶になっている慌てん坊の女性。友達のマヨネーズくんと二人でおいしいサラダを作ってくれる。語尾に「シング」をつけて話す。
ドレミくん
声 - 横山智佐
性別 - 男 / 初登場回 - TV第193話A「アンパンマンとドレミファ号」
アコーディオンのような体の男の子。身近な物を使って楽器の作り方を教えてくれる。ドレミファ号で旅をしている。
ドロンガ
声 - 富田耕生、加藤治（代役）
性別 - 男 / 初登場回 - TV第32話A「アンパンマンとまじゅつしドロンガ」
町でマジックショーを開いて手品を見せてくれる有名な魔術師。魔法のロープも持参している。
マリリン
声 - 水谷優子
性別 - 女 / 初登場回 - TV第32話A「アンパンマンとまじゅつしドロンガ」
ドロンガの弟子のウサギの女性。初登場のみの1回だけの登場で、それ以降はドロンガがドロロンくん登場まで単独で行動している。
ドロロンくん
声 - 吉田理保子→金田朋子（吉田引退後）
性別 - 男 / 初登場回 - TV第407話A「まじゅつしドロンガとドロロンくん」
マリリンに代わるドロンガの弟子で、見習い魔術師の男の子。落ち着きが無くて失敗ばかりする。
ドン・キ・ホタテ
声 - 八奈見乗児
性別 - 男 / 初登場回 - TV第54話A「アンパンマンとドン・キ・ホタテ」
思い込みの強い老人の騎士。家来のサンチョ・パンダやデンデン・ムシナンテと一緒に悪者退治の旅をしている。一時期は騎士を引退して、公園の管理者を務めていた。ホタテガイの形の鎧を着て巻貝の形の兜を被り、三叉槍と盾を装備している。一度、ホラーマンを弟子にしたことがある。
サンチョ・パンダ
声 - 松岡洋子
性別 - 男 / 初登場回 - TV第54話A「アンパンマンとドン・キ・ホタテ」
ドン・キ・ホタテの家来のパンダ。主人のドン・キ・ホタテにいつもはらはらさせられている。
デンデン・ムシナンテ
性別 - 両性 / 初登場回 - TV第54話A「アンパンマンとドン・キ・ホタテ」
ドン・キ・ホタテが乗っている大きなカタツムリ。移動は遅いが、殻に身を包んで速く転がることができる。
トンカチどり
声 - 滝沢ロコ
性別 - 男 / 初登場回 - TV第66話B「アンパンマンとトンカチどり」
くちばしが金槌になっている鳥の彫刻家。くちばしと持っている鑿で何でも彫刻にしてしまう。初登場時は何でも彫刻にして周りに迷惑をかけていたが、ばいきんまんとの騒動をきっかけに迷惑になる彫刻はやめてみんなを喜ばせる彫刻を作ることにした。初登場時は普通にしゃべっていたが、次第に「トトトト…」という鳴き声しか発しなくなっている。
とんかつぼうや
声 - 白石涼子
性別 - 男 / 初登場回 - TV第1312話A「アンパンマンととんかつぼうや」
頭の上の皿にとんかつを乗せた男の子。おいしいとんかつを作ってくれる。とんかつの他にも、キャベツの千切りやご飯や味噌汁を用意するなど献立の全体的なバランスもとれている。またとんかつぼうやのとんかつを使って、共演するキャラクターは様々な料理を作っている（カツサンドやカツカレー、とんかつを挟んだパンなど）。元気が良くて負けず嫌いな性格。とんかつに「勝つ」と言う言葉が付くだけに勝つことには積極的で、「カーツ、カツカツカーツ！」と叫び気合いを入れる。体力と脚力が強く、ばいきんまんと山の頂上まで行って帰ってくる競争で勝負して、ばいきんまんがUFOで反則したにもかかわらず勝ってしまったほどで、クリームパンダと崖登りもしている。黄色い服で草履を履いている。ばいきんまんに対しては、小麦粉を投げつけて応戦する。とんかつを作る際、作り方を歌詞にした歌を歌う。
第1579話A『とんかつぼうやとキャベツマン』では、キャベツマンとは元々からの知り合い同士のライバルだと明らかになり、負けず嫌いな者同士、勝負や喧嘩をする事があるが、本当は仲が良い。
ジャムおじさんは、初登場以前から、とんかつぼうやのことを知っていた。
トンガラシ
声 - 青野武→松山鷹志（青野没後）、秋元羊介（代役）、肝付兼太（映画・ゆうれい船をやっつけろ!!）
性別 - 男 / 初登場回 - TV第68話B「アンパンマンとトンガラシ」
顔が唐辛子の形をした、気が短くて怒りっぽい小父。尖った頭から唐辛子の種を大量に飛ばす「メガトンガラシ」が攻撃技。非常に辛いが寒さには負けない「トンガラ飴」が自慢。同じ辛い物好きであるカレーパンマンとは仲がよい。初登場時は甘い物を敵視し、アンパンマンを倒そうとしていた。ばいきんまんに騙されてカレーパンマンをやっつけ、アンパンマンにも攻撃したが、最終的には逆転してアンパンマンをいじめていたばいきんまんを、カレーパンマンと協力してやっつけた。その後、ジャムおじさんたちが作ったあんこ入りのトンガラ飴を試食したことにより、甘いものの良さも認めた。また、かつぶしまんの出す蕎麦に対して、一味唐辛子を山盛りにかけて食べていたが、鰹出汁の蕎麦にはその味があることを理解した。孫娘のカラコちゃんをとても可愛がっている。緑色の服を着ているときと、紫色の服を着ているときとがある。
トンボくん
声 - 横山智佐
性別 - 男 / 初登場回 - TV第154話B「トンボくんと空中レース」
トンボの男の子。眼鏡を裏返して空を飛ぶと世界一早く飛べる。眼鏡が無いと真っ直ぐには飛べない。ほかのキャラクターと違い彼が登場する話には必ずばいきんまんで話が終わるパターンとなっていて、パン工場などアンパンマンたちが登場して話が終わるパターンは一切存在しない。

## な行
ナイフさん
声 - 篠原恵美
性別 - 男 / 初登場回 - TV第95話B「ナイフとフォークとスプーンさん」
ナイフの男性。仲間のフォークさんと一緒にテーブルマナーを教えてくれる。
なき虫（なきむし）
声 - 横田みはる、杉本沙織（OVA・元気100倍! おゆうぎしようね）
性別 - 男 / 初登場回 - TV第136話B「アンパンマンとなき虫わらい虫おこり虫」
常に泣いている青い虫。わらい虫とおこり虫とは兄弟でおかあさん虫の息子。涙を浴びると悲しくないのに涙が出てしまう。

なでしこさん
声 - 天野由梨→能登麻美子
性別 - 女 / 初登場回 - TV第802話B「アンパンマンとなでしこさん」
上品で着物を着ているナデシコの女性。なでしこ流花の舞を踊ることによって元気のない花も元気になる。相手の頭を撫でて戦意を喪失させることもできる。中身を食べられて力を失ったどんぶりまんトリオの中にナデシコの花びらを詰め込むことで元気を与えたこともある。
ナプキンさん
声 - 井上喜久子、原えりこ（映画・虹のピラミッド）
性別 - 女 / 初登場回 - TV第123話B「アンパンマンとナプキンさん」
頭にナプキンを巻いた女性。マナーを重んじる性格。親切な人で、怪我人の治療が得意。ばいきんまんは初めて彼女を見た時に一目惚れしてしまい、二度に渡ってアンパンマンをやっつける最中に彼女に説得されて手を出せず帰っていってしまい、以降に彼女が登場する話でも何もできずに退散してしまった。このため、彼女が登場する話ではアンパンマンとばいきんまんの戦闘シーンは無いのが特徴。
なべこさん
声 - 安永沙都子
性別 - 女 / 初登場回 - TV第135話B「なべこさんとどんぶりトリオ」
頭が鍋の女の子。美味しいおでんを食べさせてくれる。どんぶりまんトリオとは仲がいい。力むと頭から蒸気を出すことができる。
ナベぶぎょう
声 - 糸博
性別 - 男 / 初登場回 - TV第357話A「アンパンマンとナベぶぎょう」
顔が土鍋の奉行。鍋料理に詳しく温かい鍋料理をご馳走してくれるが、少しお節介な性格で名前の通り鍋の席に現れてはうるさく世話を焼き、場を仕切りたがる（その為、食いしん坊なめいけんチーズは彼を苦手としている）。菜箸や張扇を持っている。頑固だがおことちゃんのような美女には弱く、代わりに鍋の具材を取ってやるなどと優しく接する。
ナポリタンロールちゃん
声 - 宮本佳那子
性別 - 女 / 初登場回 - TV第1202話A「アンパンマンとナポリタンロールちゃん」
顔がナポリタンロールの形をしている女の子。コックのような白い服装で頭にコック帽を被り黄色いリボンをつけている。みんなにナポリタンロールを御馳走する為に、フニクリ・フニクラの替え歌を歌いながら川から川へゴンドラに乗って旅をしている。「チャオ」とイタリア語の軽い挨拶や「グラッツェ」と感謝の挨拶をする。おいしいナポリタンを作ってそれをパンに挟んで作るのだが、パンは作れない様子。ジャムおじさんとは初登場以前からの知り合いで、ナポリタンロール用のパンを切らしてしまった際は、パンをもらっている。ばいきんまん達に再び襲われた時はケチャップを放出して応戦した。
やなせ逝去後、初めて登場した新しい仲間キャラクターでもある。
ナポレオンパイくん
声 - 山口勝平
性別 - 男 / 初登場回 - TV第1610話A「アンパンマンとナポレオンパイくん」
ナポレオン風の少年。帽子がトレードマークだが、大きすぎてしばしば目が隠れてしまう。ミルフィーユ王国を作って王様になるのが夢で、シャルロットさんと共に王国を築くのにふさわしい場所を探している。決め台詞は「我輩にできないことはない！」。ミルフィーユ作りが得意で、ばいきんまんたちにも分けてあげるやさしい性格。

シャルロットさん
声 - 高山みなみ
性別 -  / 初登場回 - TV第1610話A「アンパンマンとナポレオンパイくん」
ナポレオンパイくんのお手伝いをしている女性。頭にケーキを載せている。
なまいきナマコ
声 - 江森浩子
性別 - 女 / 初登場回 - TV第65話B「アンパンマンとナマイキナマコ」
ナマコの女の子。名前の通り、生意気な性格。海水が好物でナマコなので体が乾くと力が減ってしまう為、水筒に海水を入れて常備している。もともと海底に住んでいたがその生活に飽きてしまい、陸の世界のことを知りたくて旅に出た。そこでドキンちゃんと友達になった。「なまむぎなまごめなまいきナマコ!」という早口言葉が得意。
なみだちゃん
声 - かないみか
性別 - 女 / 初登場回 - TV第159話B「なみだちゃんとガマンぼうや」
泣き虫な女の子。自分の性格を嫌っており、役に立てる存在になりたいと願っている。涙は洪水になるほどたくさん流す。非常に礼儀正しく、クリームパンダのような幼い相手にも敬語を使う。パン工場に向かう途中、ばいきんまんに出合ったことがあり、彼にUFOで送ってもらった。ガマンぼうやの親友。
ナンカ・ヘンダー
声 - 玄田哲章
性別 - 男 / 初登場回 - TV第14話B「アンパンマンとナンカヘンダー」
さすらいの画家で、気難し屋のロボット。絵がうまく描けないと「ナーンカ、ヘンダー!ヘンダ、ヘーンダ!」と言うのが口癖。体色は銀色。双子の弟にマルデ・ヘンダーがいる。
にこさん
声 - 玉川砂記子
性別 - 女 / 初登場回 - TV第781話B「アンパンマンとにこさん」
顔が二胡の形をした女性で二胡弾きの名人。彼女の演奏を聞くと誰でもにこにこになり、ばいきんまんも戦意を喪失してしまう。
にじいろえんぴつくん
声 - 飯塚雅弓
性別 - 男 / 初登場回 - TV第1216話A「アンパンマンとにじいろえんぴつくん」
虹色の鉛筆の男の子。「レインレインレインボー」と口ずさみながらいろんな物を虹色に塗っている。ジャムおじさんとは初登場以前からの知り合い。木を虹色に塗ると虹色の実が成ったり空に本物の虹を塗ることもできるが、塗り続けると自身が小さくなってしまう。彼が描く虹のアーチは自身を蘇生させる力を持つ。最初は何でも見境なく虹色に塗っていたが、アンパンマンの生き様とばいきんまん達との騒動をきっかけに今後はみんなに元気になってもらう為に塗ることを決めた。
ネバネバトリオ
粘り気の強い食べ物で結成された三人組。共通して決して諦めない粘り強い性格をしている。
ナットーマン
声 - 松本梨香、南央美（代役）
性別 - 男 / 初登場回 - TV第176話B「アンパンマンとナットーマン」
体が藁苞の男の子。納豆を食べてもらう為に旅をしている。とても粘り強い性格。口から出す丈夫なネバネバの糸を引いた納豆が自慢。語尾に「ナーット」を付けて話す。「ネバネバネバーギブアップ」が口癖。おくらちゃんと一緒に野菜を届けたことがある。
トロロくん
声 - 安達忍
性別 - 男 / 初登場回 - TV第225話A「アンパンマンとトロロくん」
顔が山芋の男の子。やまいも山に住んでいて、おいしい山芋を分けてくれる。悪者には口からとろろを出して戦う。
さといもちゃん
声 - 雪野五月
性別 - 女 / 初登場回 - TV第374話B「アンパンマンとさといもちゃん」
顔がサトイモの女の子。熱血でいつも粘っている。おいしくて元気の出るサトイモの煮っ転がしを食べさせてくれる。一人称は「オラ」で、語尾に「づら」を付ける言葉遣いが特徴。
ネンコちゃん
声 - 川浪葉子
性別 - 女 / 初登場回 - TV第79話B「アンパンマンとねんどのネンコちゃん」
粘土の女の子。彼女が粘土で作った物は命が芽生える。ばいきんまんに騙されてバイキングゴリラを作ってしまったが、アンパンマンと協力してやっつけた。
のぎくちゃん
声 - 岡本麻弥
性別 - 女 / 初登場回 - TV第320話A「メロンパンナとのぎくちゃん」
頭に野菊の花を乗せた女の子。年老いた樫の木を守ろうとしている。樫の木への愛情は深く、ばいきんまんに樫の木をめちゃくちゃにされた時はかなり悲しんでいたが、樫の木の新しい芽が生えたのでその芽を大切に育てることにした。
ノリノリのりへい
声 - 矢尾一樹
性別 - 男 / 初登場回 - TV第312話A「おむすびまんとノリノリのりへい」
顔が海苔の缶になっている江戸っ子の男性。自慢の特上の海苔を配っている。じっとしていられない性格で、気が短くて早とちりなところがある。悪者には頭から海苔を飛ばして攻撃する。ばいきんまんに襲われたおむすびまんを救ったり、いくらどんちゃんと一緒に町の住民に自身の海苔を乗せたイクラ丼をご馳走したりした。鉄火のマキちゃんとは気が合い、海苔巻き作りを手伝った。頭の海苔がふやけると力が出なくなってしまう。
のれんちゃん
声 - 富沢美智恵
性別 - 女 / 初登場回 - TV第365話A「おしるこちゃんとのれんちゃん」
顔が暖簾で隠れている着物姿の女の子。暖簾作りがとてもうまく、かつぶしまんの屋台の暖簾やたこやきまんとおこのみやきまんの屋台の暖簾も彼女の手作りである。恥ずかしがり屋な性格であったが、ばいきんまん達との騒動をきっかけにそれを克服し、自身の顔を隠している暖簾を外した。作中では明かされなかったが素顔はとても可愛らしく、どんぶりまんトリオがメロメロになったほどである。

## は行
バーくん
声 - 芝夏美
性別 - 男 / 初登場回 - TV第110話A「カッパラスをやっつけろ!」
ビーバーの男の子。仲間のビーくんと共に川や湖を綺麗に掃除するのが仕事。掃除をする時は箒を使用している。
ハーブちゃん
声 - 國府田マリ子
性別 - 女 / 初登場回 - TV第518話B「ドキンちゃんとハーブちゃん」
ハーブの知識が豊富な顔が植木鉢の女の子。自身の店でみんなにおいしいハーブティーを振る舞っている。ドキンちゃんは彼女のお手伝いをしたことがある。
パエリアさん
声 - 横山智佐
性別 - 女 / 初登場回 - TV第659話B「アンパンマンとパエリアさん」
おいしいパエリアを作ってくれるラテン系の女性。褐色の肌と黒髪の美女。バラを口に加えて頭の鍋から材料を出し、踊りながら調理する。「オレ!」「～リィア!」が口癖。ジャムおじさんは初登場前から彼女を知っていたらしい。
はさみどり
声 - 江原正士
性別 - 男 / 初登場回 - TV第67話A「アンパンマンとハサミどり」
顔がはさみになっているフラミンゴのような鳥。手当たり次第に何でも切り刻んでは周りに迷惑をかけていた。ばいきんまんに騙されてアンパンマンと戦っている最中に岩に激突し、何でも手当たり次第に切りすぎていたことも手伝って刃こぼれをしてしまったが、ジャムおじさんに直してもらいアンパンマンと協力してばいきんまんをやっつけた。その後、バイキン城にいた時にドキンちゃんのドレスを制作中にデザイナー魂に目覚めたこともあり、今までの行いを反省して服飾デザイナーになることを決めた。色仕掛けに弱い。
パスタおばさん
声 - さとうあい
性別 - 女 / 初登場回 - TV第416話B「アンパンマンとパスタおばさん」
顔がパスタを茹でる為の鍋になっている小母。おいしいパスタ料理をご馳走してくれる。麺は自身の顔で茹でる。よくオー・ソレ・ミオを歌う。声量が豊かでその大きさはバイキンメカをも圧倒するほどであり、声量に耐えられなかったバイキンUFOが爆発してばいきんまんをやっつけたこともある。また、腕力も並のキャラクターと比べるとかなり強い。
はちみつおじさん
声 - 中村大樹→内田直哉
性別 - 男 / 初登場回 - TV第430話B「ちびぞうくんとはちみつおじさん」
見た目が人間の養蜂家。蜂蜜を採取する為に花の咲く場所ならどんな過酷な所も行く。一緒に旅をしている蜜蜂とは仲がよい。
バッテラさん
声 - 土井美加
性別 - 女 / 初登場回 - TV第514話A「ばいきんまんとバッテラさん」
顔がバッテラの女性。口うるさいが、おいしいバッテラを作ってくれ、ばいきんまんとドキンちゃんもご馳走になった。しめ鯖を相手に投げ付けて酸っぱくさせて敵を撃退する。
ハットくん
声 - 萩森侚子
性別 - 男 / 初登場回 - TV第188話A「アンパンマンとぼうしのハットくん」
帽子作りの名人として有名な男の子。外見は人間に近い。自分の眼鏡で人の欲しがっている帽子が分かる。帽子作りの道具は一式彼の帽子の中に納められている。足も速く、ばいきんまんを追いかける時もその速さを見せた。
鳩くん（はとくん）
性別 - 男 / 初登場回 - TV第18話A「アンパンマンまじょのくにへ」

花咲かぼうや（はなさかぼうや）
声 - 愛河里花子
性別 - 男 / 初登場回 - TV第225話B「アンパンマンと花咲かぼうや」
見た目が人間に近い春の使者の男の子。壺の中の灰を撒いて花を咲かせてくれる。

はなびまん
声 - 仲木隆司→青野武→大西健晴
性別 - 男 / 初登場回 - TV第42話B「アンパンマンとはなびまん」
体が花火の筒でできている男性。花火を打ち上げる時には頭から花火の玉を入れて体内で点火する。仕掛け花火を作る事もできる。夏祭りの話になると、タイコマンと一緒によく登場する。ひのたまこぞうとも仲がよい。
はにわくん
声 - 伊瀬茉莉也
性別 - 男 / 初登場回 - TV第1131話B「アンパンマンとはにわくん」
埴輪の男の子。短剣を突き出して呪文を唱えると土の塊に命が吹き込まれ、愉快に踊る埴輪を作ることができる。悲しい気持ちになっている人をその人をモチーフにした埴輪で楽しませてくれる。相手が笑顔になったら埴輪は元の土に戻る。作られた埴輪と本人の心は不思議な光で繋がっている。語尾に「ぞよ」を付けたりと尊大な口調で話す。
はにわん
声 - 宮川美保
性別 - 不明 / 初登場回 - TV第1131話B「アンパンマンとはにわくん」
はにわくんの愛犬である埴輪の犬。埴輪を作る為に自然の土を掘る。人を嗅いで土の匂いでその人がどこにいたのかを判別することができ、ばいきんまん達に捕らわれたこむすびまんを助ける為に彼が立っていた場所を嗅いで匂いを手掛かりに発見するという活躍を見せた。
ハムレッド
声 - 広川太一郎
性別 - 男 / 初登場回 - TV第480話B「アンパンマンとハムレッド」
顔がハムの形をした料理人で、ジャムおじさんの知り合い。おいしいハム料理をご馳走してくれる。何にでも感動するが、「○○か、××か、それが問題だ」が口癖で決断するのは苦手。相棒にインコのオフェーリアがいて、彼女との掛け合いがないと調子が狂いハム料理ができない。語尾に「〜でハム」を付け「お久しブリの照り焼き」「もち論より証拠」など、担当演者の広川が得意とする言葉遊びのような話し方をする。
オフェーリア
声 - 滝沢ロコ
性別 - 女 / 初登場回 - TV第480話B「アンパンマンとハムレッド」
ハムレッドが大切にしているインコのメス。悩むハムレッドをいつも励ましている。
ハヤシライスマン
声 - 林家こぶ平
性別 - 男 / 初登場回 - TV第520話A「アンパンマンとハヤシライスマン」
外見は人間に近い帽子の中からおいしいハヤシライスを出すことができる男性。ひょうきんな性格であり、落語で人を笑わせるのがうまい。帽子の中身が無くなると力が出なくなり、さらに落語の腕も落ちてしまう。カレーパンマンと料理の味を巡って勝負したことがある。なお、ジャムおじさんは初登場前から知っていた模様。
バルーンアートさん
声 - うえだゆうじ
性別 - 男 / 初登場回 - TV第1211話A「アンパンマンとバルーンアートさん」
全身が風船でできている紳士。バルーンアートでみんなを楽しませる為にバルーンアート号で空を飛びながら旅をしている。フランス語混じりの口調で話す。彼の風船を持つと空を飛ぶことができる。お腹が空くと体が萎んで風船を膨らますことができなくなる。落ち込んだ時にも体が萎む。ジャムおじさんとは初登場以前からの知り合い。
はるかぜさん
声 - 西原久美子
性別 - 女 / 初登場回 - TV第276話A「メロンパンナとはるかぜさん」
春の妖精でいつも寝ているお寝坊さん。黄緑色の服に茶色の髪。袋に詰めた春風であらゆる場所に春を運んでいる。背中に天使のような翼が生えて空を飛べる。人々が袋の春風を浴びると春の暖かさに気持ち良くなってしまい眠ってしまう。袋からは春風だけでなく寒風が出る場合もあり、木や草花を枯らしてしまう。
バロンヤッキー
声 - 岩永哲哉
性別 - 男 / 初登場回 - TV第349話B「やきいもまんとバロンヤッキー」
サツマイモの新しい食べ方を研究しながらファッションにも気を遣う気取り屋。外見が全く異なるがやきいもまんの弟であり、兄とはサツマイモの価値観で反りが合わなくよく喧嘩しているが本当は兄想いであり、自分の屋台がばいきんまんに壊されてしまい屋台を守れなかったことを悔やんでいた兄を慰めていた。
はんぺんさん
声 - 塩屋翼
性別 - 男 / 初登場回 - TV第172話A「アンパンマンとはんぺんさん」
顔がはんぺんの落語家。いろんな芸を見せてくれる。ドキンちゃんが初めて彼を見たときはしょくぱんまんと勘違いした。
パンポン
声 - 柏倉つとむ
性別 - 男 / 初登場回 - TV第190話B「アンパンマンととびだせパンポン」
パン調理器の男の子。色々な形のパンをすぐに作り出すことができ、目で見たものをパンでそっくり再現することもできる。また、頭から出る高熱の蒸気で攻撃したりジェット噴射のように上昇したりすることも可能。自分のパンを焼く腕に自信を持っている。ばいきんまんにそそのかされていた時にジャムおじさんの仕事を間近で見て時代遅れだと馬鹿にしていたが、早朝から働く彼を見て尊敬するようになった。
ビーくん
声 - 佐々木優子
性別 - 男 / 初登場回 - TV第110話A「カッパラスをやっつけろ!」
ビーバーの男の子。仲間のバーくんと共に川や湖を綺麗に掃除するのが仕事。掃除をする時は火バサミと背中に背負った籠を使用している。
ピーター
声 - 渡辺菜生子
性別 - 男 / 初登場回 - TV第49話B「アンパンマンとちいさなバイオリン」
小さな妖精のバイオリニスト。彼の弾くバイオリンの音色を聞くと、ばいきんまんも含めて誰でも優しい気持ちになる。それゆえ、ばいきんまんとドキンちゃんは今までの悪事を反省してしまうので彼に苦手意識を持っている。初登場時はめいけんチーズぐらいの大きさであったが、次第にアリンコキッドやゆず姫くらいのサイズになっていった。バイコング2号に襲われるエピソードがある。
ピエロくん
声 - 杉山佳寿子
性別 - 男 / 初登場回 - TV第240話「バイキンサーカスとブラックピエロ」
サーカスの団長で大スターのピエロの男の子。ばいきんまん達によって巨大なブラックピエロにされてしまったが、メロンパンナの活躍によって元に戻った。
ピエロくんの鳩（ピエロくんのはと）
性別 - 不明 / 初登場回 - TV第240話「バイキンサーカスとブラックピエロ」
ピカリン
声 - 平松晶子
性別 - 男 / 初登場回 - TV第194話A「ピカリンとやみの女王」
顔が電球の男の子。顔を回すと眩しい光が点く。彼の強い光はやみるんるんを消滅させる程の威力を誇る。暗所恐怖症だが、闇を感じると引き付けられる。アンパンマン達の励ましで闇と戦う勇気を持った。
ピザパイむすめ
声 - 横山智佐
性別 - 女 / 初登場回 - TV第129話A「アンパンマンとピザパイむすめ」
頭の上の皿にピザを乗せた女の子。ピザパイスクーターに乗っておいしいピザを届けてくれる。少し慌てん坊。「お待たせしません」が口癖。
びっくりビクちゃん
声 - 真山亜子
性別 - 男 / 初登場回 - TV第99話B「アンパンマンとびっくりビクちゃん」
びっくり箱の中に入っている身体がばねでできた男の子。人を驚かせることが好き。アンパンマンを驚かせようと箱の中に潜んでいたがそのままばいきんまんにさらわれてしまい、ばねを強力にされた上にかびるんるんのパワーを注入されて跳ねるたびにカビが発生するようになってしまったが、ばいきんまんとの騒動後にジャムおじさんに元に戻してもらった。その後、一回だけ再登場しばいきんまんは彼のばねの力を参考にバイキンバネロボットを開発した。
ビビンバくん
声 - 喜田あゆ美→横山智佐
性別 - 男 / 初登場回 - TV第609話A「アンパンマンとビビンバくん」
顔がビビンバ用の石鍋になっている男の子。皆に美味しいビビンバの作り方と食べ方を教えてくれるが、食べ方が気に入らない（スプーンで中身をかき混ぜずにそのまま食べるなど）と「ビビンバを食べる資格はない」と怒って取り上げてしまう。ビビンバ用のスプーンを武器に戦う他、顔や体中を真っ赤にして頭から熱い蒸気を出したりバイキンUFOを加熱させたりすることができる。短気で曲がったことが大嫌いな性格で、ばいきんまんに騙されることが多い。ビビンバ以外の食べ物をライバル視したこともあるが、かまめしどんとは気が合った。
ひょうたんくん
声 - 真地勇志
性別 - 男 / 初登場回 - TV第293話A「アンパンマンとひょうたんくん」
顔が瓢箪の旅芸人。頭の中に水を入れて、水芸を披露する。ヌマッチのように、水をいろんな形状に変化させられる腕前。水は人物から発生させることもできる。
ピラフちゃん
声 - 横山智佐
性別 - 女 / 初登場回 - TV第587話A「カレーパンマンとピラフちゃん」
頭の上の皿にピラフを乗せている女の子。自身の店のピラフハウスでおいしいピラフを作ってくれる。マナーに厳しく、ホイッスルを吹いてマナーが悪い相手を注意する。語尾に「ピ」を付けて話す。
ビンビンビンの助（ビンビンビンのすけ）
声 - 金丸淳一
性別 - 男 / 初登場回 - TV第327話A「かんづめカン太郎とビンビンビンの助」
顔が瓶で中身がサイダーの男性。語尾に「ビン」を付けて話す。持っている栓抜きを武器にしている。瓶と缶では、どちらが便利かをかんづめカン太郎と競い合っているが、ばいきんまんとの騒動中に彼に助けてもらう。ばいきんまんが倒された後、ジャムおじさん達から瓶と缶の両方の便利さを学び、カン太郎と仲直りした。

ふうせんかばさん
声 -  山寺宏一
性別 - 男 / 初登場回 - TV第65話A「アンパンマンとフーセンカバさん」
風船ガムの行商人であるカバの男性。彼のガムを膨らませると、その中に入って空を飛べる（ガムに小さく穴を空けると下降し、ジャンプすると上昇する）。彼の体も風船ガムになっているので彼自身も空を飛ぶことができる。ガムを膨らませる時は鼻の穴から膨らませている。雲の上では気圧の関係上ガムがうまく膨らまない。語尾に「クチャ」を付けて話す。

フーセンガムキッド
声 - キートン山田→大塚芳忠
性別 - 男 / 初登場回 - TV第181話A「アンパンマンとふうせんガムキッド」
ガムのガンマン。ガムの投げ捨てで汚れた町を綺麗にしながら旅をしている。悪者には噛んでいるガムを弾丸のように飛ばして攻撃する。やきそばパンマンと出会い、決闘の末に親友となった。

ふうせんまん
声 - パンチユーホー
性別 - 男 / 初登場回 - TV第406話B「アンパンマンとふうせんまん」
アラビア服とターバンの姿の風船の巨人。壺の中に閉じ込められていて、壺から出してくれた人をご主人様と仰ぐ。空を飛んで何でも持ち上げて運んでくれる。尖った物は空気が抜けるので苦手。
フートーどり
声 - 山寺宏一
性別 - 男 / 初登場回 - TV第267話B「切手ライオンとフートーどり」
体が封筒の鳥で切手ライオンの相棒。いろんな場所に手紙を届けているが、切手がない手紙は誤配することもある。くちばしが鋭く、すぐに相手を突っつこうとする癖がある。
ふうりんくん
声 - 川村万梨阿
性別 - 男 / 初登場回 - TV第196話A「アンパンマンとふうりんくん」
夏の暑い日に参っている人達に涼んでもらう為に風鈴を届けている男の子。
フォークさん
声 - 真柴摩利
性別 - 男 / 初登場回 - TV第95話B「ナイフとフォークとスプーンさん」
フォークの男性。仲間のナイフさんと2人でテーブルマナーを教える為に旅をしている。
ふけつまん
声 - 加藤正之
性別 - 男 / 初登場回 - TV第31話B「アンパンマンとふけつまん」
今まで一度も入浴・洗濯をしたことや床屋に行ったことの無い科学者。不潔を愛し、清潔にすることを自然に反する行為であると勘違いしている。なお、初登場以前からばいきんまんやアンパンマンのことを知っており、彼がアンパンマンに敗れ続けている事実も言い当てていた。「ふけつ爆弾」を持っており、ばいきんまんと手を組んでパン工場を爆弾で襲おうとしたが失敗に終わる。怒ったばいきんまんに巨大なパチンコで飛ばされ、パン工場に落ちてからバタコさんに洗われることになったが、すぐに元に戻ってしまった。茶色の長髪で目は隠れている。マントを持っていたが古くなって使えなかった。作者のやなせたかしは彼のことを気に入っていたが「スター性がなかった」らしく、TVアニメおよび第4作映画（本編・同時上映）で1回ずつしか出番がない。
ブックせんせい
声 - 梅津秀行
性別 - 男 / 初登場回 - TV第244話A「ばいきんまんとブック先生」
顔が本の先生。初登場時はみみせんせいの代理として町の学校へやって来た。性格は厳しいが、子供思いで勇気がある。お辞儀の角度や、食べ物を噛む回数などと細かいところまで注意する。「私の計算によりますと…」が口癖で、常に持ち歩いている電卓でどんなことでも計算できる。あらゆる物事を計算尽くだと考えてしまう一面もあり、カレーを作っていたカレーパンマンに敬遠されたことがある。現在でもみみせんせいの代理でたびたび学校を訪れている。
ブックマン
声 - 小宮山清
性別 - 男 / 初登場回 - TV第74話A「アンパンマンとブックマン」
顔が本の男性。本を読むのが大好き。みんなにも本を読んでもらう為、自動車図書館に乗って町から町へと移動しており、本の楽しさを教えている。彼の顔には様々なことが書かれているので、子供達から物知りとして慕われている。胴体を顔の中に引っ込めて本に擬態することができる。初登場以前からばいきんまんのことを知っていた。容姿がブック先生に似ている。
ふでじいさん
声 - 田の中勇→鈴木琢磨（代役→田の中没後）
性別 - 男 / 初登場回 - TV第186話A「アンパンマンとふでじいさん」
俳句を読んで歩いているおじいさん。常に五七五調で話し、みんなに俳句を教えたりする。初登場時は自分勝手な性格だったが、以降はみんなの役に立とうと努力したりしている。
ふとまきくん
声 - 永澤菜教
性別 - 男 / 初登場回 - TV第510話A「カレーパンマンとふとまきくん」
頭が太巻きの男の子で、口調は関西弁。おいしい太巻き作りが得意で、もっとおいしく作る為に修行をしている。鉄火のマキちゃんややきのりくんのように大きな巻き簾と海苔の手裏剣で敵と戦う。カレーパンマンにばいきんまんと間違われてカレーキックを食らい、そのことで彼と喧嘩になったことがある。太巻き以外の食べ物がライバルで、特にパンより自分の太巻きがうまいと自負していたが、実は食べず嫌いなだけで初めてパンを食べたことでその味を認めた。ばいきんまんからいくら姫達を助けた際、彼女に一目惚れした。鉄火のコマキちゃんと意気投合したことがある。いなりずしのみこととは、出会った当初はそれぞれの寿司の味のことで言い合いになったが、後に彼の稲荷寿司の良さを認めた。
フライぼうや
声 - 石川寛美→鈴木真仁
性別 - 男 / 初登場回 - TV第219話A「アンパンマンとフライぼうや」
顔が揚げ物用の鍋になっている男の子。おいしいカラカラフライと言う揚げ物料理を作る為に修行の旅をしている。
ふりかけフリコ
声 - 久川綾
性別 - 女 / 初登場回 - TV第266話A「アンパンマンとふりかけフリコ」
頭の帽子からふりかけを出す女の子。どんな料理にもかかわらずふりかけをかけてしまうのが悪い癖。こむすびまんと出会って、それぞれの料理の味を活かすことに気付いた。
ふるどけいさん
声 - 永井一郎（第672話Bパート、第759話Bパート、第812話Bパート、第838話Bパート、第890話Bパート）（2002年8月30日、2004年7月23日、2005年9月16日、2006年4月7日、2007年5月11日）
性別 - 男 / 初登場回 - TV第672話B「アンパンマンとふるどけいさん」
時計の修理屋である振り子時計の老人。時計の家に住んでいで、いろんな過去の世界を大切に保存している。「そうさの。」が口癖。メインキャラクターの出番を振り返る（アンパンマン、ばいきんまん、ドキンちゃん、クリームパンダ、ロールパンナ、ホラーマン）際に登場した。おじいさん時計に似ているが別人。
ふろしきおじさん
声 - 宮内幸平
性別 - 男 / 初登場回 - TV第334話B「アンパンマンとふろしきおじさん」
風呂敷を頭に巻いた紳士。風呂敷の使い方を皆に教えている。
ペッパーけいぶ
声 - 西村朋紘
性別 - 男 / 初登場回 - TV第36話B「アンパンマンとペッパーけいぶ」
少し頑固な警部。顔がペッパーミルで中にはコショウが入っている。頭にパトライトを乗せると力がみなぎる。ピンク・レディーのペッパー警部の鼻歌を歌いながら、登場することが多い。ばいきんまんに騙されて、アンパンマンを逮捕しようとしたが、ハンバーガーキッドのお陰で誤りに気付き、再登場時はアンパンマンと協力した。
ベビーカーさん
声 - 井上喜久子
性別 - 女 / 初登場回 - TV第607話B「あかちゃんまんとベビーカーさん」
ベビーカーの女性。子守唄とおいしいミルクで赤ちゃんの子守りをしてくれる。
ペリカちゃん
声 - 芝原チヤコ
性別 - 男 / 初登場回 - TV第406話B「アンパンマンとふうせんまん」
ペリカンの男の子。竜巻に巻き込まれたところをアンパンマンに助けてもらい、その恩として自身のママと協力してくちばしでふうせんまんの空気を抜く活躍をした。
ペリカちゃんママ
声 - 冨永みーな
性別 - 女 / 初登場回 - TV第406話B「アンパンマンとふうせんまん」
ペリカちゃんの母親で巨大なペリカン。アンパンマンが子供のペリカちゃんを助けた恩として、ばいきんまんに水をかけられて弱った彼をくちばしの中に入れてパン工場まで運んだ。
ヘルスメーターマン
声 - 竹村拓
性別 - 男 / 初登場回 - TV第286話A「ドキンちゃんとヘルスメーターマン」
顔がヘルスメーターの男性。寝そべって自身の顔に相手を乗せてその人の体重を計測する。相手の価値観を体重で判断していたが、ジャムおじさんやてんどん母さんに諭されて価値観を改めた。
ペロペロこぞう
声 - 杉山佳寿子
性別 - 男 / 初登場回 - TV第312話B「アンパンマンとペロペロこぞう」
食いしん坊なカメレオンの男の子。長い舌と保護色を使って悪戯をしている。ドキンちゃんに一目惚れし、さらにばいきんまんにそそのかされてアンパンマンをやっつけようとするが、騙されたことに気付いた後は自身の能力を活かしてアンパンマンのピンチを救った。
ペンさきどり
声 - 滝沢久美子
性別 - 男 / 初登場回 - TV第141話A「アンパンマンとペンさきどり」
鼻がつけペンになっている鳥の男の子。外見はペンギンに似ているが、本人は否定している。アルファベットを書くのが得意。
ベンチさん
声 - 安原義人
性別 - 男 / 初登場回 - TV第1547話B「ジャムおじさんとベンチさん」
体がベンチの小父。眼鏡をかけている。色んな場所で誰かが座りたいと思った時に寄り添ってあげるために旅をしている。穏やかで優しい性格。ドキンちゃんの酷使と我儘でスッカリ気を落としてしまっていたばいきんまんにも寄り添い褒め言葉を与えて上機嫌にし、アンパンマンと戦う事もなく平和的に終わらせている。ばいきんまんを敵視しない数少ないキャラクターである。
ホウタイマン
声 - 小野健一→菊池正美、西村朋紘（映画：第9作）
性別 - 男 / 初登場回 - TV第98話B「アンパンマンとホウタイマン」
包帯の男性。怪我人の治療をしてくれるが有無を問わず包帯を巻く少し強引な性格。空腹の子供に顔をちぎってあげたアンパンマンに無理やり包帯を巻いたこともある。ばいきんまんとの騒動後、やたらと包帯を巻くことはやめることを誓った。包帯の下の顔は不明で、ばいきんまんが確かめようとしたことがある。アンパンマンの想像では「きっと優しい顔」らしい。
ポエムさん
声 - 古谷徹→三ツ矢雄二
性別 - 男 / 初登場回 - TV第1631話「ジャムおじさんとアンパンマン」
頭が帽子の男性。スーツ姿で蝶ネクタイを着けており、キャラクターデザインはやなせたかしが執筆した4コマ漫画『ボオ氏』に登場する主人公に基づいている。色んな場所で詩を詠みながら旅をしているが、なかなか良い詩が出来ずにずっと悩んでいる。空腹で動けないところをアンパンマンと出会い、顔を分けて貰う。自身の存在について「詩を書くのが好きで詩を書くために生まれたようなもの」と話しており、アンパンマンに対し「君はなんの為に生まれたの」「何が君の幸せ」「何をしたら喜ぶ」とその存在意義を問いかける。砂漠で男性（キャラクターデザインは絵本『あんぱんまん』に登場する旅人の男性に基づいており、シチュエーションも同様）を助けているアンパンマンを、二羽の鳥と白馬（以前アンパンマンに助けられた）と共に遠くから眺めながら、詩（『アンパンマンのマーチ』の歌詞）を詠い上げた。
ボールくん
声 - 亀井芳子
性別 - 男 / 初登場回 - TV第158話A「ミットくんとボールくん」
豪速球が得意な野球用のボールの男の子。ミットくんといいコンビ。ばいきんまんに野球の練習を邪魔されたせいでミットくんと喧嘩した後にばいきんまんにジェットエンジンを取り付けられて操られてしまったが、ミットくんにキャッチされて無事に食い止められ、騒動後に彼と仲直りした。
ポストくん
声 - 松岡洋子
性別 - 男 / 初登場回 - TV第191話A「アンパンマンとはしれポストくん」
ポストの男の子。郵便配達が仕事。どんな過酷な場所でも必ず手紙を届けようとするなど、使命感が強い。
ホットドッグ
声 - 龍田直樹→田原アルノ
性別 - 男 / 初登場回 - TV第31話A「アンパンマンとホットドッグ」
体がホットドッグの犬。チーズやレアチーズと違い、普通に言葉を話す。チーズと仲がよく文通をしたことがある。ドッグレースの常連で数々の功績を残しており、優勝数は初登場した話で100勝目を達成した。元気のない時はマスタードを塗ると調子を取り戻せる。甘いものが苦手。足の速さはTシャツくん、にんじゃのニャンジャ、ラクダット、SLマンと競えるほど。再登場した時は以前よりドッグレースにはあまり参加しなくなっていたが、鼻の利く名犬であることを活かして探偵を志すことにした。
ポップコーンマン
声 - 白鳥由里
性別 - 男 / 初登場回 - TV第694話A「クリームパンダとポップコーンマン」
おいしいポップコーンを売り歩く男の子。自転車にはポップコーンマシンが搭載されている。怒るとポップコーンの如く頭がはじける。後頭部に怒りマークのようなものがある。クリームパンダは彼の手伝いをした。
ほらがい男爵（ほらがいだんしゃく）
声 - 青野武→藤井恒久（青野没後、映画・ホラーマンとホラ・ホラコ）
性別 - 男 / 初登場回 - TV第340話A「アンパンマンとほらがい男爵」
ほら吹きで自慢ばかりしている男爵。少し嫌味な性格。敵から身を守る為にほら貝で大きな音を出したり、頭のほら貝の中に隠れたりする。映画「ホラーマンとホラ・ホラコ」に登場した時はホラ・ホラコの家来であり、劇中では『ホラ貝伯爵』と呼ばれ性格も異なっている。

ポンポンどり
声 - 江森浩子
性別 - 男 / 初登場回 - TV第165話A「アンパンマンとポンポンどり」
鼻が栓抜きになっている鳥。栓がしてある物を見ると、つい開けたくなるという癖がある。どんな栓でも開けてしまい周りに迷惑をかけていたが、ばいきんまんとの騒動後に和解した。

## ま行
マーマレードさん
声 - ゆきのさつき→富沢美智恵
性別 - 女 / 初登場回 - TV第1010話A「アンパンマンとマーマレードさん」
おいしいマーマレードを御馳走してくれる小母。ジャムおじさんとは初登場以前からの知り合い。口癖は「マーマー」で、ばいきんまんやドキンちゃんにも優しく、ドキンちゃんにマーマレードの作り方を教えたりした。高らかに歌うような話し方をする。
マイクマン
声 - 難波圭一、藤井恒久（映画・おむすびまんと夏まつり - アンパンマンとたのしい仲間たち、はしれ!わくわくアンパンマングランプリ）
性別 - 男 / 初登場回 - TV第238話B「アンパンマンとマイクマン」
マイクの男性で、流離のアナウンサー。お喋り好きでどんな状況でも実況やインタビューをし続ける。自慢の発声でガラスを割ることができる。
マグぼうや
声 - 久川綾→能登麻美子
性別 - 男 / 初登場回 - TV第354話A「アンパンマンとマグぼうや」
顔がマグカップの男の子で、やかんまんの友達。いろんなマグカップを作ってみんなに配っている。破損したマグカップの修理もできる。初登場時は気弱な性格でばいきんまんとの騒動中に顔が欠けてしまうが、アンパンマンとやかんまんの励ましで前向きな性格になった（この時、彼の顔の欠片はばいきんまんの手中にあり騒動中に粉々に割れてしまうが、ザーマス・ボンドの手によって元に戻った）。
まくらこぞう
声 - 片岡富枝、田中真弓（映画・ばいきんまんの逆襲）
性別 - 男 / 初登場回 - TV第57話A「アンパンマンとまくらこぞう」
悪戯好きな枕の男の子。人の夢を操ったり、夢の中に入り込んだりすることができる。ばいきんまんと協力してアンパンマンに悪夢を見せて眠れなくさせようとしたが、後一歩というところでジャムおじさん達に阻止されてしまい、どこかへ退散した。映画ではばいきんまんの悪戯の被害者になったり（第2作目『ばいきんまんの逆襲』など）、バイキン強盗団の一員として再び悪事に加担したり（第4作同時上映『カレーパンマンとSLマン - アンパンマンとゆかいな仲間たち（Bパート）』）することもあったが、TV第244話B『ホラーマンとまくらこぞう』からはアンパンマン側に付くようになった。
マジカちゃん
声 - 荘真由美→白石彩子→内川藍維
性別 - 女 / 初登場回 - TV第57話B「アンパンマンとまじょのマジカちゃん」
何でも吸い込む魔法の掃除機に乗って飛んでいる魔女の女の子。掃除は得意だが、部屋のお片付けは苦手。ばいきんまんによく掃除機を奪われる。
マジョママ
声 - 堀越真己→定岡小百合
性別 - 女 / 初登場回 - TV第57話B「アンパンマンとまじょのマジカちゃん」
マジカちゃんの母親の魔女。部屋のお片付けをサボっているマジカちゃんをいつも叱っている。彼女が持っている魔法の箒は乗ると空を飛ぶ他に火を吹いたり巨大化したりと多機能である。
ますずしまん
声 - 田中真弓
性別 - 男 / 初登場回 - TV第611話A「アンパンマンとますずしまん」
顔が鱒寿司の男の子。みんなにおいしい鱒寿司を食べてもらう為に味の修行の旅をしている。語尾に「ます」を付けて話す。普段は笹の葉で顔が隠れている。「笹の葉手裏剣」が武器で、顔の周りの笹の葉も使うことができる。
マダム・ナン
声 - 田中敦子
性別 - 女 / 初登場回 - TV第602話B「ばいきんまんとマダム・ナン」
顔がナンの形をした優しい婦人。シタールを弾くのが得意。心が広くどんな時でも人を信じる心を持っており、ばいきんまんに対してもそれは同様であり、彼のことを優しくていい人だと思っており会うたびに彼を歌で褒め称えている。そのため、ばいきんまんは彼女に苦手意識を持っている。かびるんるんのことも可愛がっており、ばいきんまんと彼らは主従関係ではなく友達関係だと思い込んでいる。おいしいナンをご馳走してくれるが、「何を食べさせてくれるのか」という問いに対し「ナンなんです」としか答えないため、食べ物のナンを知らない相手は「ナン」を「何（なん）」と勘違いするために戸惑ってしまう。カレーパンマンと仲が良く、彼女が登場する話では一緒に登場することが多い。
マドモアゼル・クレープ
声 - 吉田美保
性別 - 女 / 初登場回 - TV第76話B「アンパンマンとムッシュ・フランスパン」
外見は人間に近いバレリーナの女性。ムッシュ・フランスパンの憧れの的。ばいきんまん達が原因で足を怪我してしまいショックで塞ぎこんでいたが、ムッシュ・フランスパンの励ましで元気を取り戻し最後は彼と共に歩むことを誓った。
魔法のランプの巨人（まほうのランプのきょじん）
声 - 内海賢二→石井康嗣（内海没後）
性別 - 男 / 初登場回 - TV第30話A「アンパンマンとまほうのランプ」
魔法のランプの中にいる巨大な魔人。魔法のランプを擦ると中から現れて、呼び起こした人を「ご主人様」と慕い、願いを3つ叶えてくれる（TVアニメ初期の頃は回数制限がなかった）。ご主人様の願い事を叶えることが彼にとって一番の望みであり、願い事を全て叶え終えるまで絶対にランプの中へ帰ることはできない。怪力を誇り空を高速で飛ぶこともできる。「願い事が決まるまで待って」を願い事に含んでしまうなど、融通の利かない一面もある。ご主人様が悪人（特にばいきんまん）の場合は悪事を働き、止めようとするアンパンマンを容易く払いのけることもあった。パン工場やバイキン城をそのまま移動させたことがある。最後は、悪いご主人様に拾われないよう持ち主に海や川へランプを流してもらうことになっている。アンパンマンとダブルパンチしたことがある。
内海が死去して以降はしばらく出番がなかったが、2018年に石井が演じたことで再登場した。

マヨネーズくん
声 - 山田栄子→藤田圭宣
性別 - 男 / 初登場回 - TV第133話B「アンパンマンとマヨネーズくん」
体がマヨネーズのチューブになっている男の子。おいしいマヨネーズを使った料理を御馳走している。語尾に「ネーズ」をつけて話す。ケチャップリンとどちらの料理がおいしいかで張り合っていたが、共にばいきんまんと戦ったことをきっかけに和解し、お互いの味を認めるようになった。おこのみやきまん以外でおいしいおこのみやきを作ることができるキャラクターのひとり。
マリオネットちゃん
声 - かないみか→鉄炮塚葉子（映画第8作目・空とぶ絵本とガラスの靴）→平松晶子→かないみか
性別 - 女 / 初登場回 - TV第89話B「アンパンマンとマリオネットちゃん」
みんなに人形劇を披露している女の子。見た目は人間に近い。彼女が持っているマリオネットは、顔を変えることでその顔の人にマリオネットと同じ動きをさせることができる。
万年じいさん（まんねんじいさん）
声 - 上田敏也
性別 - 男 / 初登場回 - TV第370話B「ふでじいさんと万年じいさん」
万年筆の老人。自慢の万年筆で詩を書いている。語尾に「まんねん」を付けて話す。ふでじいさんとは書きやすさを競い合っている良きライバル。体を絞ると頭の筆先からインクを出すことができる。

ミシンさん
声 - 松岡洋子
性別 - 女 / 初登場回 - TV第224話「アンパンマンとジャイアントばいきんまん」
ミシン馬車で古い服を仕立て直したり、ぬいぐるみを作り変えたりしてくれる女性。彼女が作ったぬいぐるみは1日のみ命を持つ。
ミス・マリーネ
声 - 麻生かほ里
性別 - 女 / 初登場回 - TV第843話B「アンパンマンとミス・マリーネ」
おいしいマリネ作りと歌が得意なラテン系の女性。見た目は人間に近い。何があっても驚かない大らかな性格。その為にばいきんまんのこともあまり敵視しなかった。
ミスター・ヨーグルト
声 - 内田直哉
初登場回 - TV第590話B「アンパンマンとミスター・ヨーグルト」
顔がヨーグルトの瓶になっている男性。頭の中に牛乳を入れて、おいしくて体にいいヨーグルトを作ってくれる。トルコ音楽風に歌うような話し方をする。また、物怖じしない性格でばいきんまんに捕らわれても積極的に彼にヨーグルトを勧めていた。
ミットくん
声 - 青木和代
性別 - 男 / 初登場回 - TV第158話A「ミットくんとボールくん」
顔がミットの男の子で、野球の捕手。ボールくんといいコンビ。どんな速い球でも受け止めることができ、ばいきんまんにジェットエンジンを付けられたボールくんの暴走を止めるという活躍を見せた。
みょうがちゃん
声 - 氷上恭子
性別 - 女 / 初登場回 - TV第485話A「そうめんおしょうとみょうがちゃん」
顔がミョウガの形をしている女の子。みんなの役に立とうと努力するが気弱な性格でいつも失敗してしまう。ミョウガの役割に対して卑屈な価値観を持っていたが、そうめん和尚と出会ったことで価値観を改めた。
ミントちゃん
声 - 國府田マリ子
性別 - 女 / 初登場回 - TV第764話B「アンパンマンとミントちゃん」
頭にミントの葉を5枚付けた女の子。おいしいミントティーを飲ませてくれる。どんな時でも爽やかな雰囲気で周囲の人々を和ませる。天然な性格で、ばいきんまんを敵視しない女性の一人である為、ばいきんまんは彼女を苦手としている。「爽やかでない」との理由で悪事や争い事をミントの力で制止することもある。自身のミントティーは、飲んだ人を爽やかな気持ちにさせる効果を持ち、カレーパンマンの人格を変えたり、ばいきんまんを撃退してしまったこともある。口癖は「ミーント、ミントー」や「爽やかな○○」。
ムッシュ・キッシュ
声 - 佐々木望
性別 - 男 / 初登場回 - TV第1508話A「アンパンマンとムッシュ・キッシュ」
顔がキッシュの男性。美しさと美味しさを愛すると言うナルシストな性格。女の子にも優しい。フランス語混じりの口調で話す。美味しいキッシュ作りが得意だが、作る場所にもこだわり暗く雰囲気の悪い場所では希望が持てず、明るく素敵な場所でないと作ろうとしない。指を鳴らしたり、踊る際周囲に花が舞い、その花で食卓を飾ったりする（花が嫌いなばいきんまんには、当然嫌がられる）。
ばいきんまんを君付けで呼び、分け隔てなく接しキッシュをご馳走してくれる、ばいきんまんやドキンちゃんを敵視しない数少ないキャラクターである。
ムッシュ・フランスパン
声 - 佐藤正治
性別 - 男 / 初登場回 - TV第76話B「アンパンマンとムッシュ・フランスパン」
全体がフランスパンで出来てフランスの3色旗の服を着た男性で名もないアコーディオン弾き。少しネガティブな性格。憧れのマドモアゼル・クレープに自分の演奏で踊ってもらうのが夢。ばいきんまん達が原因で足を怪我をしてしまった彼女を励まし続け最終的に夢が叶った。
メガネざるくん
声 - 吉田理保子
性別 - 男 / 初登場回 - TV第246話B「トンボくんとメガネざるくん」
サングラスを掛けているメガネザルの男の子。いろんな眼鏡を売っている。トンボくんは彼の店のお得意様でよく自身の眼鏡のお世話をしてもらっている。
めざましくん
声 - 柴本浩行→佐々木望
性別 - 男 / 初登場回 - TV第81話A「アンパンマンとめざましくん」
目覚まし時計の男の子。みんなに時間を知らせるのが仕事だが、頭のベルの音が大き過ぎてびっくりさせてしまう。「チックタック」が口癖。OVA「勇気りんりん! いろ・かず・かたち」では、メロンパンナに時計の読み方を教えた。
めだまやきくん
声 - 松本梨香
性別 - 男 / 初登場回 - TV第189話B「アンパンマンとめだまやきくん」
空飛ぶフライパンに乗ってみんなにおいしい目玉焼きを配る目玉焼きの男の子。熱い目玉焼きをバイキンUFOのキャノピー部に乗せてばいきんまんを蒸し焼き状態にすることができる。しょくぱんまんと仲がいい。
メメコ
声 - こおろぎさとみ
性別 - 女 / 初登場回 - TV第6話B「アンパンマンとみるくぼうや」
ヒツジの女の子。家はコートを作る毛皮屋。ばいきんまんに両親が捕まってしまい、アンパンマンとみるくぼうやに助けを求めた。
メメコのパパ
声 - 山寺宏一
性別 - 男 / 初登場回 - TV第6話B「アンパンマンとみるくぼうや」
コートを作る毛皮屋を営んでいるメメコの父親。

メメコのママ
声 - 佐久間レイ
性別 - 女 / 初登場回 - TV第6話B「アンパンマンとみるくぼうや」
コートを作る毛皮屋を営んでいるメメコの母親。

メンドーくん
声 - 沢木郁也
性別 - 男 / 初登場回 - TV第103話B「アンパンマンとゆかいなメンドーくん」
工具の男の子。「面倒だなあ」が口癖だが、機械を修理する腕はピカイチである。体に「MEND」（英語動詞で『修理する』の意）と書かれている。OVA「うたってあそぼう♪ ようちえんはたのしいな」では幼稚園の先生として登場し、園児達に後片付けを呼びかけていた。
もずくん
声 - たむらあつし
性別 - 男 / 初登場回 - TV第688話B「ホラーマンとビクビクちゃん」
元は、たむらによる同名の楽曲に登場するもずくのキャラクター。怖がりを克服しようとビクビクちゃんとホラーマンが訪れた暗い森にある洞窟の中で肝試しをしていた。語尾に「ずく」を付けて話す。ビクビクちゃん達の前では「お化けなんて怖くない」と強がっていたが、ばいきんまんのミイラ型ロボットを目の当たりにした際に悲鳴を上げて洞窟を飛び出して行った。
もちおばさん
声 - 千々松幸子→堀越真己
性別 - 女 / 初登場回 - TV第264話A「アンパンマンともちおばさん」
頭に鏡餅を乗せた、美味しい餅作りの名人の小母。怒ると頭の鏡餅が膨らむ。カビは大の苦手。読売新聞に連載された漫画では、顔の欠けたアンパンマンに自分の餅を与え「おもちまん」にしたこともある。
もちつきまん
初登場回 - TV第164話A「アンパンマンともちつきまん」
もちおばさんの弟子で、餅の双子の兄弟。おいしい餅を食べてもらう為に餅つきの修行をしている。頭をエアバッグのように膨らませることができる。もちおばさんと同様、カビが弱点。アンパンマンの新しい顔がかびるんるんにやられた時、「大福まん」として復活させたこともある。
白もちつきまん（しろもちつきまん）
声 - 鉄炮塚葉子→満仲由紀子
性別 - 男
紅もちつきまんの兄。
紅もちつきまん（べにもちつきまん）
声 - 平松晶子→大本眞基子
性別 - 男
白もちつきまんの弟。
モッチーくん
声 - 日髙のり子
性別 - 男 / 初登場回 - TV第1060話A「アンパンマンとモッチーくん」
顔が切り餅の男の子。つきたてのおいしい餅を御馳走してくれる。小柄だが力持ちが自慢。語尾に「モッチー」とつけて話す。
もなか三兄弟（もなかさんきょうだい）
初登場回 - TV第366話B「アンパンマンともなかちゃん」
おいしい最中を作っている三兄弟。鼻が「も」の字になっている。
もっちゃん
声 - 福島おりね→植田佳奈
性別 - 男
もなか三兄弟の1番目の男の子。着物の色は紫。中身は小豆餡。
なっちゃん
声 - 原えりこ
性別 - 女
もなか三兄弟の2番目の女の子。着物は花柄で色はピンク。中身は白餡。
かっちゃん
声 - こおろぎさとみ→中村ひろみ
性別 - 男
もなか三兄弟の泣き虫な末っ子。着物の色は緑。中身はうぐいす餡。
モンブランさん
声 - 鈴木琢磨
性別 - 男 / 初登場回 - TV第801話B「アンパンマンとモンブランさん」
外見は人間に近い登山家の男性。高さがある程度ある物を見ると登ってしまう癖を持っており、パン工場の煙突やだだんだんにまで登ってしまう。おいしいモンブランケーキを皆に御馳走してくれる。高い場所でモンブランケーキを食べるのが大好き。

## や行
やきのりくん
声 - 松野太紀
性別 - 男 / 初登場回 - TV第365話B「にんじゃのニャンジャとやきのりくん」
目の周りの部分が焼き海苔の忍者。焼き海苔の手裏剣投げが得意技。世界一の忍者を目指していたが、ばいきんまんとの騒動がきっかけで自分の焼き海苔を別のことに役立とうと思い、煎餅職人に転職した。
やっこだこくん
声 - 伊井篤史→園部啓一
性別 - 男 / 初登場回 - TV第361話A「カイトくんとやっこだこくん」
凧職人である、奴凧の男性。喧嘩っ早いが、凧のことは何でも教えてくれる。背中から連凧を出すことができる。風に乗って空を飛ぶことができ、強い向かい風にも難なく逆らえる。メロンパンナとクリームパンダが2人掛かりで引っ張っても止められなかった巨大凧を単独で止めてみせるなど怪力の持ち主でもある。腰に刀を差しているが武器に用いることはない。
やなせうさぎ
声 - やなせたかし、山寺宏一（第1000話 - ）（2009年8月28日 - ）、城山堅（OVA版）
性別 - 男 / 初登場回 - 2002年TVスペシャル「それいけ!アンパンマン 勇気のほのおとクリスマス」
やなせたかしをモチーフにしたウサギの男性。やなせの著作では本人の分身として描かれることが多いが、劇場版では複数登場することがある点から「やなせうさぎ」は一種族であることが分かる。2005年TVスペシャル「アンパンマンのジンジンジングルベル」ではタップダンスを披露し、ジャムおじさんらや子供達と「ジンジンジン」を合唱した。2006年TVスペシャル「うたおう! おどろう! みんなのクリスマス」では、しらたまさんのお芝居の司会者兼楽器まん達の指揮者としてドレミファ島から招かれた。TV第1000話「ぼく、アンパンマンです!」では、アンパンマンが最初に助けた人として登場する。アニメ20周年記念作品『みんなのヒーロー! アンパンマン』のラストシーンで一瞬だけ登場している。
ヨーカンマダム
声 - 高島雅羅、潘恵子（代役）
性別 - 女 / 初登場回 - TV第210話A「ヨーカンマダムとふでじいさん」
和服姿の羊羹の女性。茶道を開き、おいしい羊羹と抹茶を御馳走してくれるが、礼儀作法には非常に厳しい。晴れた日によく野点をする。
ヨーヨーマン
声 - 三ツ矢雄二
性別 - 男 / 初登場回 - TV第279話B「アンパンマンとヨーヨーマン」
顔がヨーヨーの男性。自分が作ったヨーヨーをみんなに配り、遊び方を教えてくれる。名古屋弁でしゃべる。

## ら行
らいおんこたつ
声 - 田野恵
性別 - 男 / 初登場回 - TV第323話A「アンパンマンとらいおんこたつ」
体がこたつになっているライオン。寒くて体の冷えきった人を温めてくれる。また、濡れてしまったアンパンマンの顔も温めて元気を取り戻させた。猫であるにんじゃのニャンジャからは苦手意識を持たれている。足も早くニャンジャを追い抜いてしまったほど。
らくがきこぞう
声 - 松本梨香
性別 - 男 / 初登場回 - TV第4話A「アンパンマンとらくがきこぞう」
落書きが大好きな悪戯っ子。帽子をかぶり、丸い鼻と猫のような髭、出っ歯が特徴。大きな絵筆の『らくがき筆』に乗ると空を飛べる。初登場では彼の家も見られる。当初は町中を落書きだらけにして住民に迷惑をかけていた。アンパンマンの注意も聞き入れず、ばいきんまんにも強気で接していた。自身の落書きに対し芸術性を見出しており、綺麗な色で落書きができないと心が弾まないと語っている。その画力は住人の誰もが本物と見間違えてしまうほど高い。落書きが悪いことであることは自覚しているが、らくがき筆の性質上どうしてもやめられなくなってしまう。その後、らくがき筆は燃やされてしまい、ブルおじさんやアンパンマン達にもう二度と落書きはしないことを約束して許してもらう。一時期は改心してペンキ屋になったり、ばいきんまんの催眠術で操られて落書きをしたりしていた。現在では再び落書きをする設定に戻っている。落書きをしても迷惑にならないように自分なりの方針・責任を持っているが、たびたび住人の迷惑を顧みない落書きを行い、注意を受けても素直に聞き入れないことがある。ただし、根は素直な性格であることや落書きが時に人助けとして役立つことが絡み、アンパンマン達や町の住人とは良好な関係を保っている。ピーマンが苦手だったが、ジャムおじさんの手料理によって克服した。初登場回のラストで反省した際には「らくがきこぞう」と呼ばれるのを嫌がっていたが、現在では自ら「らくがきこぞう」と名乗っている。
ラッピちゃん
声 - 横山智佐
性別 - 女 / 初登場回 - TV第372話A「アンパンマンとふしぎなラッピちゃん」
ラッピングが得意な魔女の女の子。魔法の杖で何でも綺麗に包んでくれる。初登場時はばいきんまんに魔法の杖を奪われてしまい取り返そうとする最中に魔法の杖が折れてしまったが、騒動後にジャムおじさんに本当に大切なことを教わり今後は魔法の杖じゃなく自分自身の手でラッピングすることを誓った。彼女が再び登場した話では魔法の杖は元通りになっている。
ラビ
声 - 島津冴子
性別 - 男 / 初登場回 - TV第92話B「アンパンマンとせんたくカメさん」
亀のトータと一緒に町に立派なランドリーを開くことを目指すウサギのクリーニング屋の男性。ラビが注文を取り、トータが洗濯をしている。せっかちな性格でトータによく怒鳴り散らしている。ジャムおじさん曰く「なかなかの名コンビ」。
リーナちゃん
声 - 井上喜久子、皆口裕子（代役）
性別 - 女 / 初登場回 - TV第96話B「オルゴールマンとバレリーナ」
見た目は人間に近いバレリーナの女の子。オルゴールマンと仲良しで彼の音楽でバレエを踊る。いつも履いている赤いトウシューズが宝物。
リップルちゃん
声 - 原えりこ
性別 - 女 / 初登場回 - TV第608話A「アンパンマンとリップルちゃん」
リップルの女の子。鞄の中の化粧品で女性達をおしゃれにする為に旅をしている。
リボンへび
声 - 速見圭
性別 - 男 / 初登場回 - TV第98話A「アンパンマンとリボンへび」
ピンク色のリボンの形をした蛇。笛を吹かれると例えばいきんまんが相手でもご主人として従ってしまい、相手に巻き付いて締め付け攻撃をする。周りに嫌われていたことを気にしていたが、バタコさんの励ましで配送屋の仕事で周りと仲良くなることができた。ロールパンナと共演した時は彼女の武器であるロールリボンの一部が破れた時に自身の体をリボンに結ばせて協力した。
ルーゴ
声 - 広瀬正志
性別 - 男 / 初登場回 - TV第20話B「アンパンマンとなめくじら」
ナメクジの男性。エスカとは恋仲だったが、ばいきんまんが発明した薬の『オッキクナール』が雨となって偶然にそれを浴びてしまい、巨大化してなめくじらになってしまった。お腹が空いていたところをばいきんまんの口車に乗せられてしまいパン工場を襲うが、エスカの涙をヒントにアンパンマンに大量の塩が入った袋を浴びせられて無事に元に戻った。それでも巨大のまま再登場したこともある。
レンガくん
声 - 竹内順子
性別 - 男 / 初登場回 - TV第462話B「アンパンマンとレンガくん」
レンガの男の子。レンガで橋や建物を作ったり直したりしながら、セメントくんとシャベルくんと三人で旅をしている。口調はべらんめえ調。
レンズぼうや
声 - こおろぎさとみ
性別 - 男 / 初登場回 - TV第133話A「アンパンマンとレンズぼうや」
頭に大きなレンズがついている男の子。占いが得意で的中率は高い。レンズに太陽の光を集めて攻撃することもできる。
ロボコック
声 - 坪井智浩
性別 - 男 / 初登場回 - TV第340話B「ばいきんまんとロボコック」
ロボットの調理師。頭の中は万能調理器になっており、どんな料理でも出すことができる。みんなが食べたい料理をご馳走しながら旅をしているが、子供に喜ばれる料理ばかりを提供することが子供達の好き嫌いを助長してしまう結果に繋がることをジャムおじさんに指摘されていた。ピーマンと協力してばいきんまんと戦ってからは、子供の偏食を考慮した調理を行うようになった。胴体に付いたボタンを操作することで料理を出すが、出鱈目に押すと味の悪い残飯が出て来てしまう。

## わ行
わかばちゃん
声 - ならはしみき
性別 - 女 / 初登場回 - TV第337話A「わかばちゃんとそよかぜくん」
小さな若葉の妖精の女の子。元気のない草木の為に歌を歌っている。そよかぜくんと友達になった。
わらい虫（わらいむし）
声 - 柳沢三千代、馬場澄江（OVA・元気100倍! おゆうぎしようね）
性別 - 男 / 初登場回 - TV第136話B「アンパンマンとなき虫わらい虫おこり虫」
常に笑っている黄色い虫。なき虫とおこり虫とは兄弟でおかあさん虫の息子。くすぐられると笑いが止まらなくなってしまう。OVA『元気100倍! おゆうぎしようね』では笑わなくなってしまっていたが、アンパンマン達と「手をたたきましょう」の手遊び歌で交流したことで再び笑うようになった。

わんこちゃん
声 - 桑島法子→福原遥
性別 - 女 / 初登場回 - TV第512話B「アンパンマンとわんこちゃん」
おいしいわんこそばを作ってくれる女の子。普段はおっとりしているが、頭のお椀の中に蕎麦を入れると、威勢が良くなる。なお、桑島法子が演じた時は東北弁訛りだったが、福原が演じてからは標準語になった。
初登場回から再登場がなかったが、2017年12月8日の放送で役18年ぶりに再登場した。